# Északi-tenger
Az Északi-tenger egy beltenger az Atlanti-óceán peremén, Európa északnyugati részén. A tenger tölcsérszerűen tágul az Atlanti-óceán északkeleti része irányában. A La Manche csatorna és a Skagerrak tengerszorosai mellett három oldalról szárazföld szegélyezi. A partjaitól számított 150 km-es övezetben mintegy 80 millió ember él.
Az Északi-tenger fontos kereskedelmi útvonal is, Közép- és Észak-Európát köti össze a világpiacokkal. A déli része a vele szomszédos a La Manche-sal a világ legforgalmasabb hajózási régiója.  A tengerfenék alatt nagy kőolaj- és földgáz-lelőhelyek terülnek el, melyek kitermelését az 1970-es évek óta folytatják. A kereskedelmi halászat következtében a halállomány az utóbbi évtizedekben jelentősen megcsappant. Nyugat- és részben Kelet-Európa szennyvizei közvetlenül – vagy a Balti-tengeren keresztül közvetve – az Északi-tengerbe kerülnek, ami szintén környezeti változásokat idéz elő.

## Geográfia

### Fekvés és kiterjedés

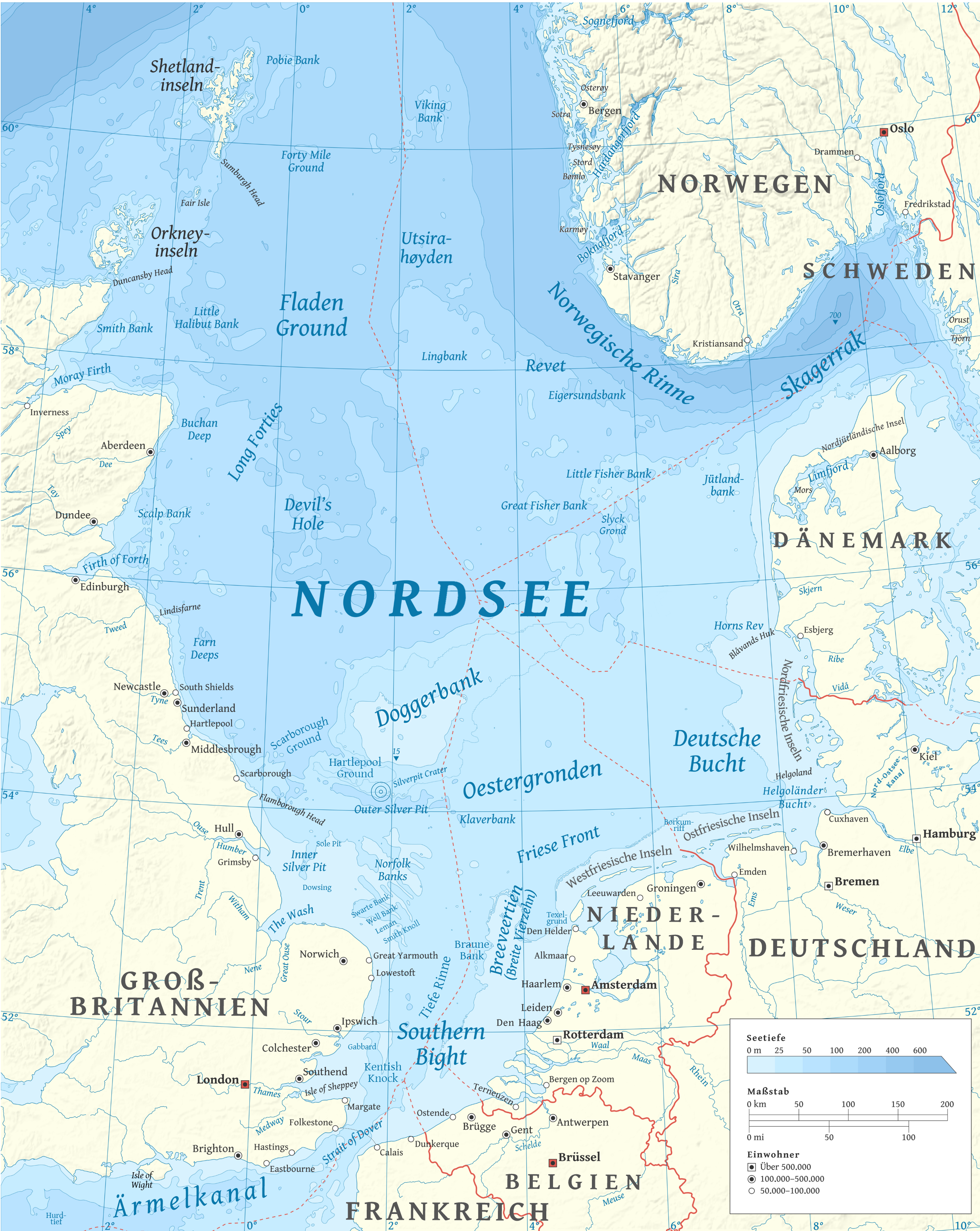
Az Északi-tenger vízmélységei

Az Északi-tenger nagyrészt a kontinentális selfen hullámzik. Északi részének egy keskeny területe Norvégia partjai mentén kivételt képez ez alól. Nyugatról a Brit-szigetek (Nagy-Britannia), keletről és délről pedig a kontinens határolja (Norvégia északkeletről, Dánia keletről, Németország délkeletről, Hollandia délről, Belgium és Franciaország délnyugatról).
Délnyugaton a Doveri-szoroson keresztül a La Manche-csatornába megy át, keleten a Skagerrak és a Kattegat szorosokon át lehet eljutni a Balti-tengerre, északon pedig tölcsérszerűen szélesedik a Norvég-tenger irányába.
A környező országok partjainak nyilvánvaló határain túl a norvég Lindesnes és a dán Hanstholm városok között húzott képzeletbeli vonallal jelölték ki a határát a Skagerrakkal. Az északi határa ennél kevésbé egyértelműbben van meghatározva, tradicionálisan Skócia északi része és a Shetland-szigetek között, illetve a Shetland-szigetek és a norvégiai Ålesund között meghúzott képzeletbeli vonalakkal jelölik ki a határát. Az 1962-ben kötött oslo-párizsi egyezmény (OSPAR) értelmében nyugaton és keleten valamivel növelték a kiterjedését a nyugati hosszúság 5°-ában és az északi szélesség 62°-ában – a norvégiai Geiranger-fjord magasságában – határozva meg azt.
Az észak-déli irányú kiterjedése 1120 km az északi szélesség 50° 56'-től a 62°-áig. A kelet-nyugati irányú legnagyobb szélessége 1001 km a nyugati hosszúság 4° 26'-től a keleti hosszúság 9° 50'-éig.
Az Északi-tenger vízfelülete 575 000 négyzetkilométer, átlagos mélysége 94 méter. A két adat együtt 54 000 köbkilométerben (km³) határozza meg vizeinek össztérfogatát.

## Tagolódása
A halászati és időjárási előrejelzések az Északi-tengert a következő részekre bontják:
Nyugati rész (északról délre):
- Viking – a Shetland-szigetektől keletre
- Forties – Skóciától keletre (a "hosszú negyvenesek" mentén)
- Dogger – a Dogger-pad feletti rész (többek között)
- Southern Bight – a tenger délnyugati része

Keleti rész (Északról délre):
- Utsira – a norvég partoktól nyugatra, a hasonló nevű sziget után elnevezve
- Fischer – nyugatról a Skagerrak, délről a Német-öböl határolja
- Skagerrak – a Kattegattal együtt köti össze az Északi-tengert a Balti-tengerrel
- Német öböl – a holland, német és dán partszakasz közti terület
  - Helgolandi-öböl – a Német öböl délkeleti része. A Helgoland valamint a holland, német és dán partszakasz közti rész.

## Folyói
Rövid áttekintés:
- Rajna-Maas-delta (Hollandia) 2900 m³/s, ebből
  - az IJsselmeeren keresztül 555 m³/s
  - a Rajnából 2300 m³/s
  - a Maasból 357 m³/s
- Elba (Alsó-Szászország/Schleswig-Holstein) 856 m³/s
- Glomma (Norvégia) 603 m³/s
- Götaälv (Svédország, Trysilelva Norvégia)[1]
- Weser (Alsószászország/Bréma) 358 m³/s
- Drammenselva (Norvégia) 314 m³/s
- Humber (Anglia) 250 m³/s, közös tölcsértorkolat:
- Trent 99 m³/s
- Yorkshire Ouse 44 m³/s
- Tay (Skócia) 170 m³/s
- Otra (Norvégia) 150 m³/s
- Sira (Norvégia) 130 m³/s
- Schelde (Belgium/Hollandia) 126 m³/s
- Forth (Skócia) 112 m³/s
- Numedalslågen (Norvégia) 111 m³/s
- Tweed (Skócia/Anglia) 85 m³/s
- Ems (Alsószászország) 80,5 m³/s
- Temze (Anglia) 76 m³/s

## Geológia

### Keletkezés

Kr. e. 8000 körül az Északi-tenger déli részén a Doggerland terült el

Az Északi-tenger mai medencéje a harmadidőszakban alakult ki. Mai körvonalait csak a korai holocén idején, kb. 8 000 éve nyerte el. A mostani állapota is csak egy állomás a dinamikus átalakulások során. Hosszútávon a vízszint emelkedése figyelhető meg, mely az elmúlt 7500 évben évszázadonként átlagosan 33 centimétert tett ki (a német partoknál megfigyelt dagályok középértéke alapján). A 20. században a vízszint 20-25 centiméterrel emelkedett.
A Weichsel-glaciális során, mint a többi jégkorszak idején is rengeteg vízmennyiség fagyott meg, Skandináviát három km vastag jég borította. A jégkorszak csúcsán a vízszint 120 méterrel volt alacsonyabb a mai szintnél, a tengerpart pedig 600 km-rel északabbra volt a mainál és az Északi-tenger medencéjének nagy része száraz terület volt. A jégkorszak végén a tengerszint a mainál már csak 60 méterrel volt alacsonyabban, így a partvonal a Dogger-padtól északra húzódott. Az Északi-tenger medencéjének teljes déli része szárazföldi terület volt, melyet Dogger-föld (Doggerland) névvel illetnek. A Brit-szigetek és az európai kontinens összefüggő szárazföldet alkottak. A következő évezredek során a vízszint – egyre lassuló mértékben – emelkedni kezdett.
Kb. 9850-től 7100-ig tartó időszakban az Elba ősi medrének völgye is víz alá került. Valamivel később a La Manche-on is utat tört magának a víz és kialakult a Watt-tenger. Az ezt követő időkben a tenger hol teret nyert, hol visszavonult. Mintegy 5000 éve (Kr. e. 3000 körül) a déli felén a víztükör négy méterrel, az időszámítás kezdetekor pedig két méterrel volt a mai alatt. Rövid ideig tartó emelkedés után 1000 körül ismét visszaesett a keresztény időszámítás kezdetekori szintjére, hogy aztán több lépcsőben lassan tovább emelkedjék.

## Domborzat

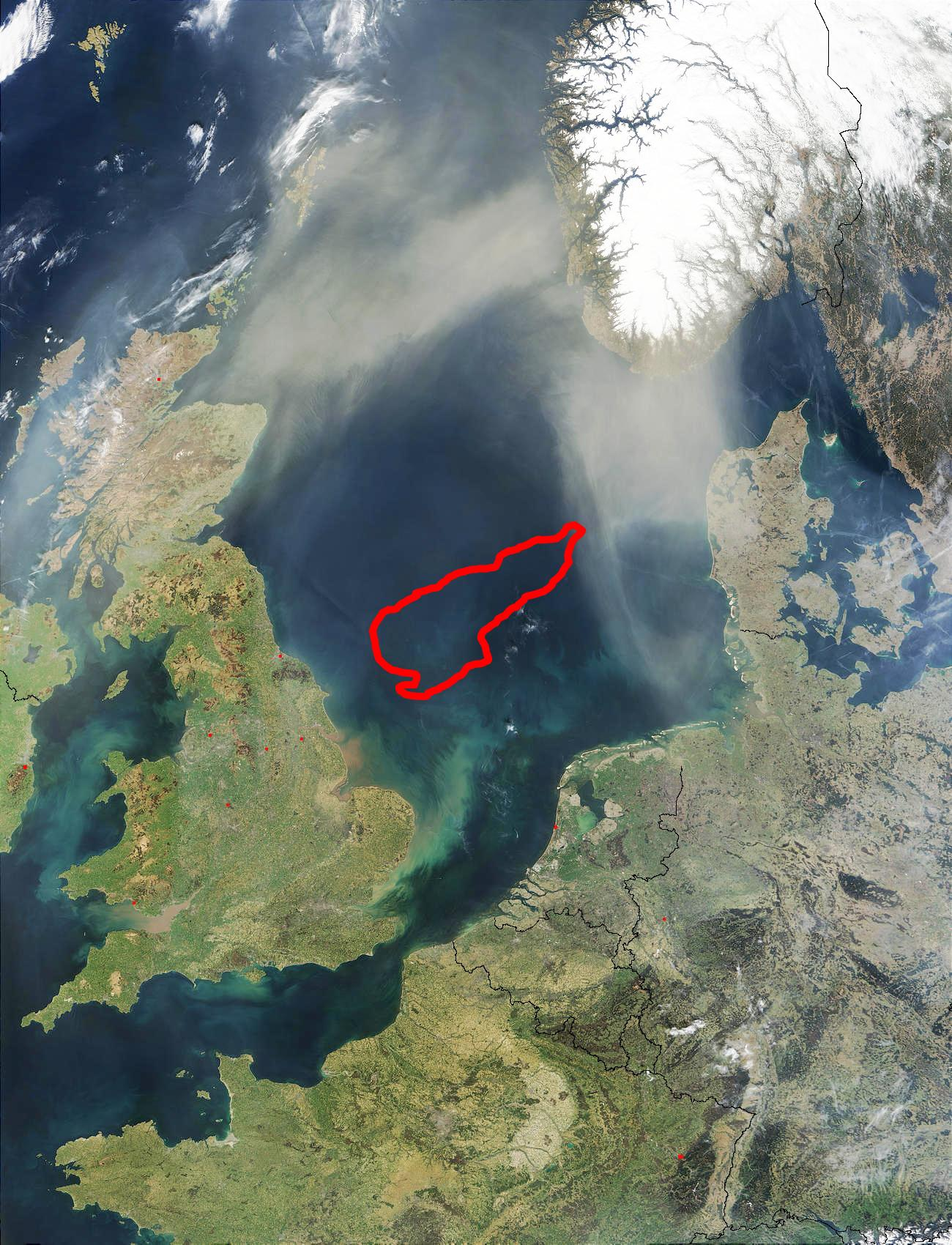
Az Északi-tenger műholdfelvételen, a Dogger-pad kiterjedése pirossal jelölve

Az Északi-tenger egy selftenger, melynek átlagos mélysége 94 méter. A tengerfenék nagyobbrészt a selfen terül el és a mélysége a déli 25-35 méterről a Norvégiától a Shetland-szigetektől északra húzódó kontinentális perem széléig 100-200 méterre növekszik. A tenger teljes déli részén a maximális vízmélység 50 méter. Ez alól egyedül a Norvég-árok képez kivételt, ahol az Északi-tenger a 725 méteres mélységet is eléri. A partvidékektől távolabbi területek közül a Dogger-pad a legsekélyebb része. Az Északi-tenger déli részén számtalan a Dogger-padhoz hasonló felszín alatti homokpad található. Ilyenek például a Klaver-pad, a Fisher-pad, a Jütland-pad és a Noordhinder-pad.
Az Északi-tengert geológiailag általánosan négy részre osztják fel: a sekély déli részre, a középső részre, az északi részre valamint a Norvég-árokra. A déli-Északi-tenger a Doveri-szoroson túl a La Manche-ba megy át. A Southern Bight (Déli-öböl) a holland és belga partok előtt, a Német-öböl (Deutsche Bucht) a Helgolandi-öböllel együtt a német partok előtt terül el. A Német-öblöt északról a Dogger-padot borító sekély víz határolja, mely egészen a tenger középső részéig terjed. A Watt-tenger a hollandiai Den Heldertől a déli partok mentén egészen a dániai Esbjergig húzódik.
A Dogger-pad legsekélyebb része körülbelül fele akkora, mint Hollandia és mélysége 13-20 méter között van csupán. Híres halászhelynek számít, viharok idején gyakran még a hullámok is megtörnek itt.
A Norvég-árok átlagosan 250-300 méter mély, a Skagerrakba vezető részén akár 725 méter mély is lehet és fontos szerepet játszik a Balti-tenger és az Atlanti-óceán közti víz cserélődésében. A Norvég-árok mentén halad a Norvég-áramlat, melynek segítségével az Északi-tenger vízének nagy része az Atlanti-óceánba kerül. A Balti-tengerből származó víz nagy része is így jut északra. Az Északi-tenger középső részén, kb. 200 km-re keletre a skót Dundee várostól található Devil’s Hole-ban (Ördöglyuk) további árkok találhatók. A pár kilométer hosszú árkok mélysége eléri a 230 méteres mélységet is, míg a környék átlagosan 90 méter mély.
A Doveri-szoros mélysége 30 méter, nyugati irányba haladva folyamatosan mélyül és a La Manche vége (nyugati bejárata) már 100 méter mély. Hollandia és Nagy-Britannia partjai között az átlagos mélység 20-30 méter között van, ami a fríz partok előtt (a Friese Frontnál) 45 méteresre növekszik.

## Hidrológia

### Főbb adatok

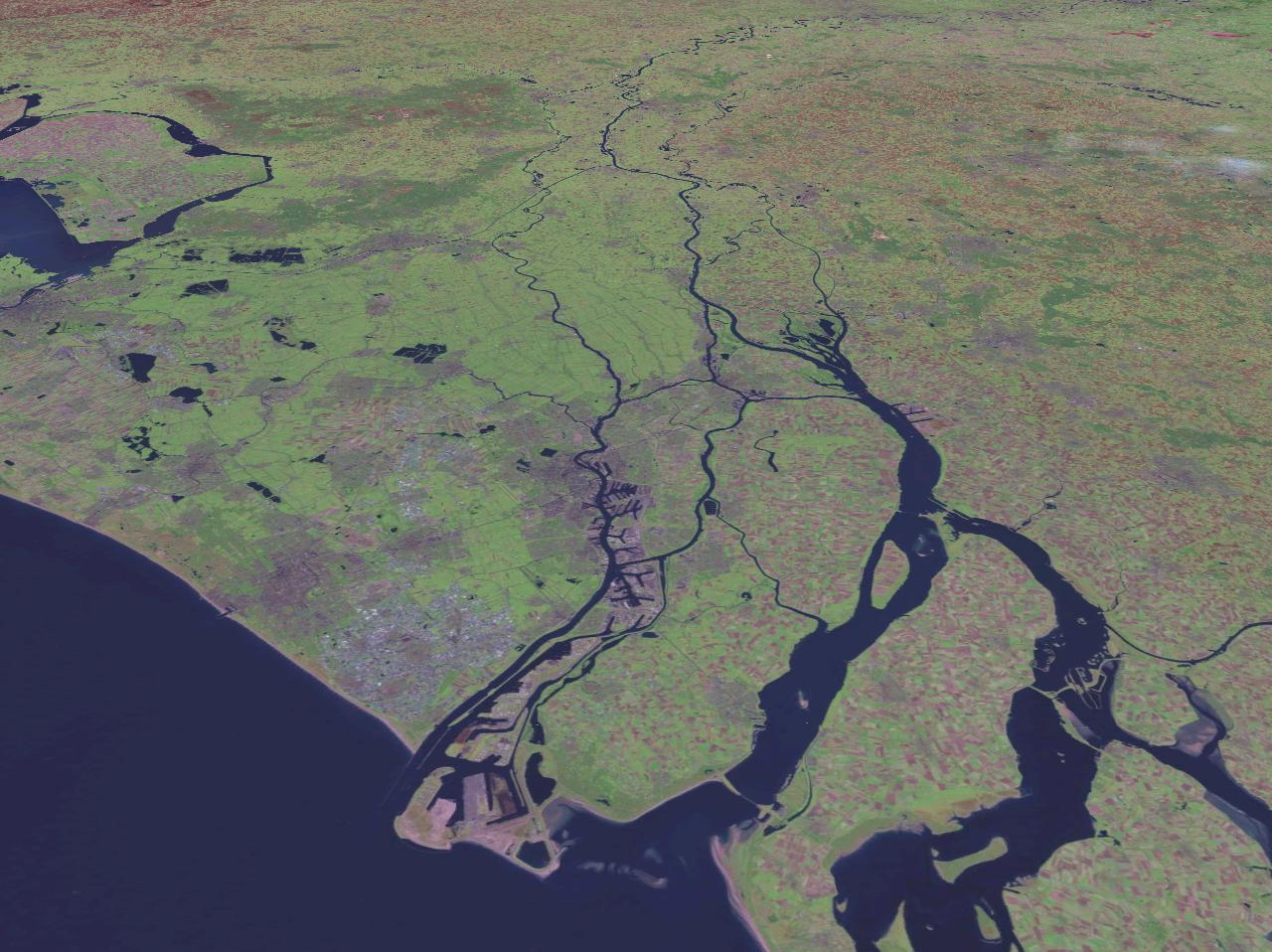
A Rajna torkolata

A tengervíz sótartalma helytől illetve évszaktól függően változik. A folyótorkolatok közelében 15-25 ezrelék, míg a tenger északi részén 32-35 ezrelék mérhető.
A hőmérséklet nyáron 25 °C, télen 10 °C, azonban ezt erősen befolyásolja az Atlanti-óceán és a vízmélység, főként a tengeráramlások miatt. Az Északi-tenger mélyebb északi részén, a Shetland-szigetektől délre és keletre a vízhőmérséklet az Atlanti-óceán felől beáramló víz miatt az egész év során csaknem folyton 10 °C felett van, míg a sekély Watt-tenger partjainál a legnagyobb az ingadozás mértéke és itt keményebb teleken jégpáncél is kialakulhat.

## A víz körforgása

Az Északi-tenger áramlásai

Az Északi-tengerbe a sós víz a La Manche-on valamint a skót és angol partok mentén érkezik az Atlanti-óceánból az Északi-tengerbe, míg az édesvizet főként a Balti-tengerbe torkolló folyókból kapja, mely a Skagerrakon keresztül jut el ide. Az Északi-tengerbe torkolló folyók vízgyűjtő területe mintegy 841 500 km² és évente 296–354 km³ édesvizet szállítanak a tengerbe. A Balti-tenger folyóinak vízgyűjtő területe 1 650 000 km², ami épp kétszer akkora, mint az Északi-tenger folyóié és 470 km³ édesvíz kerül belőlük az Északi-tengerbe.
A dán és a norvég partok mentén a víz az 50-100 méteres mélységben mozgó Norvég-áramlattal visszakerül az Atlanti-óceánba. A Balti-tengerből származó félsósvíz és a fjordok friss édesvize miatt az áramlat sótartalma viszonylag alacsony. Az Atlanti-óceán beáramló melegebb vizének egy része a Norvég-áramlattal párhuzamosan észak irányba fordul és így egy meleg magot hoz létre a tengerben. Télen az áramlat hőmérséklete 2-5 °C, a sótartalma kevesebb 34,8 ezreléknél. Az Atlanti-óceán vize ezzel szemben 6 °C, sótartalma 35 ezrelék felett van.
A tenger vize egy-két év alatt teljesen kicserélődik. A tengeren belül a hőmérséklet, sótartalom, tápanyagtartalom valamint szennyeződés mértéke alapján élesen elkülöníthető határok (frontok) vehetők ki, melyek nyáron erősebben rajzolódnak ki, mint télen. A nagyobb ilyen frontok a "fríz front" (Friese Front), amely az Atlanti-óceánból (északról a brit partok mentén) érkező vizet választja el a La Manche-on át érkezővel valamint a "dán front", mely a part menti vizeket választja el az Északi-tenger középső részétől. A nagy folyók torkolataiból bekerülő víz csak lassan alakul át tengervízzé. A Rajna és az Elba vize például még Dánia észak-nyugati partjainál is könnyen megkülönböztethető a tengervíztől.
A folyók anyagbevitelének és az atmoszféra víz körforgására gyakorolt hatásának bonyolult rendszerét csak modern számítási eljárásokkal lehetséges megállapítani.

## Árapály

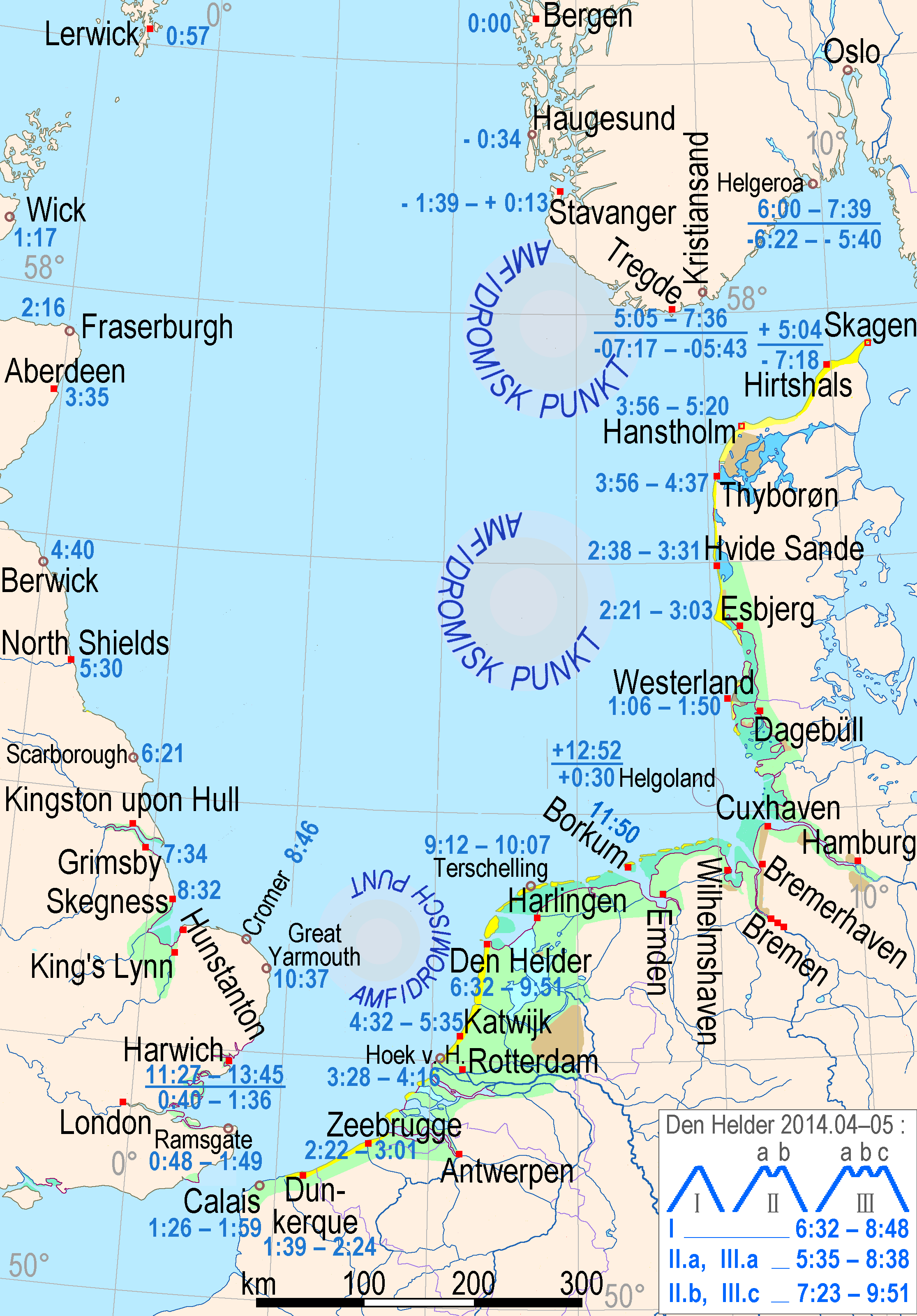
Az árapály lefolyása időben Bergenhez mérten

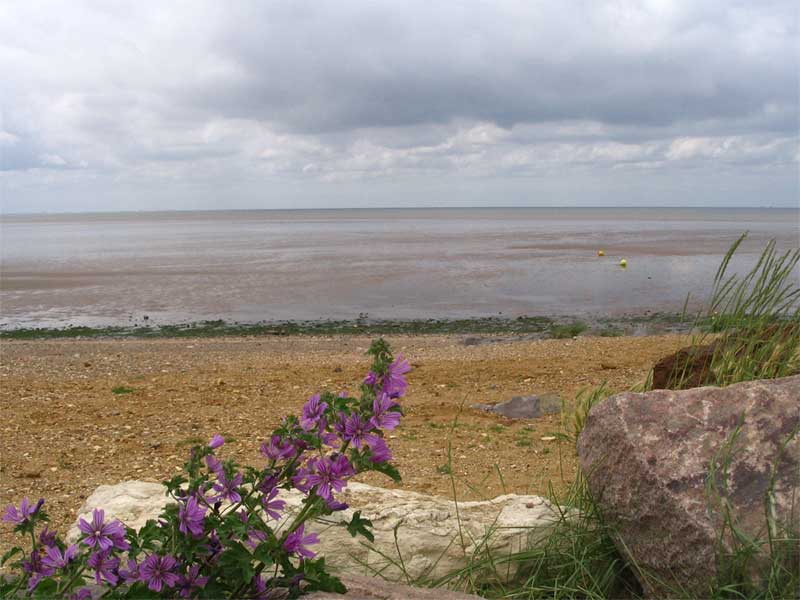
Apály a The Wash-on

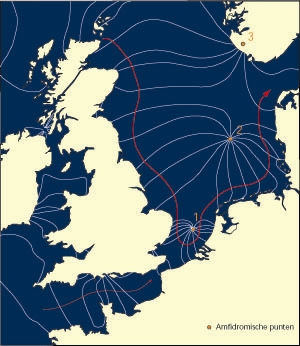
Az Északi-tenger amfidrómiai rendszere

Az árapály jelenségét az Atlanti-óceán árhullámai váltják ki, mivel az Északi-tenger túl kicsi és túl nyugodt (sekély) ahhoz, hogy jelentős ár keletkezhessen benne. Az ár és apály 12 óra 25 perces ritmusban (ciklusban) váltja egymást. Azaz a két áradás között eltelő idő 24 óra és 50 perc. Az árhullám a Coriolis-erő hatásának megfelelően Skócia és Anglia partjaitól déli irányba és 10-11 órával a Skóciába való érkezése után ér el a Német-öbölbe. Ennek során három amfidrómikus pontot is megkerül. Az egyik ilyen pont a Doveri-szoros előtt van. Ezt a La Manche felől érkező árhullám hozza létre és hatással van az árapályra a Déli-öböl (Southern Bight) De Hoofdennél lévő keskeny szakaszán. Ha hozzászámítjuk ezt a pontot is, akkor Észak-Skóciától Borkum szigetig tizenkét órával tovább tart az árhullámnak az út. A másik két amfidrómikus pont közvetlenül Norvégia déli partjai előtt illetve a Jütland-padon (Jütlandbank) É 55° 25', K 5° 15' koordinátákon találhatók. Ezek egységes mezőt képeznek, melyeket az árapály körbefut.
Norvégia déli partjainál az apály és dagály közti szintkülönbség nem éri el a fél métert, de az amfidrómikus ponttól távolodva ez egyre növekszik. A sekély tengerpartokon és tölcsérszerű szűkületekben az árapály-jelenség szintkülönbsége nagyobb. A legnagyobb a The Washnál az angol partokon, ahol a különbség 6,8 métert tesz ki. A La Manche felől érkező dagályhullámok interferenciái következtében a holland partoknál Rotterdam közelében osztott alacsony vízállás van és Den Heldernél periodikusan változóan két-háromszor is tetőzik a dagály. A német partszakaszon a part adottságaitól függően 2-4,5 méter közötti az apály és dagály közötti szintkülönbség. A Jylland félsziget előtt a dagály ereje lecsökken és a Skagerrakban és a Kattegatban teljesen megszűnik a hatása.
A sekély vizeknél a dagályt egyéb tényezők is befolyásolhatják, mint a part fekvése és a szél illetve vihar erőssége, melyek áradásokat is okozhatnak. A folyótorkolatok környékén a folyók magas vízállása jelentősen erősítheti a dagály mértékét.

## Flóra és fauna, környezetvédelem

### Élővilág

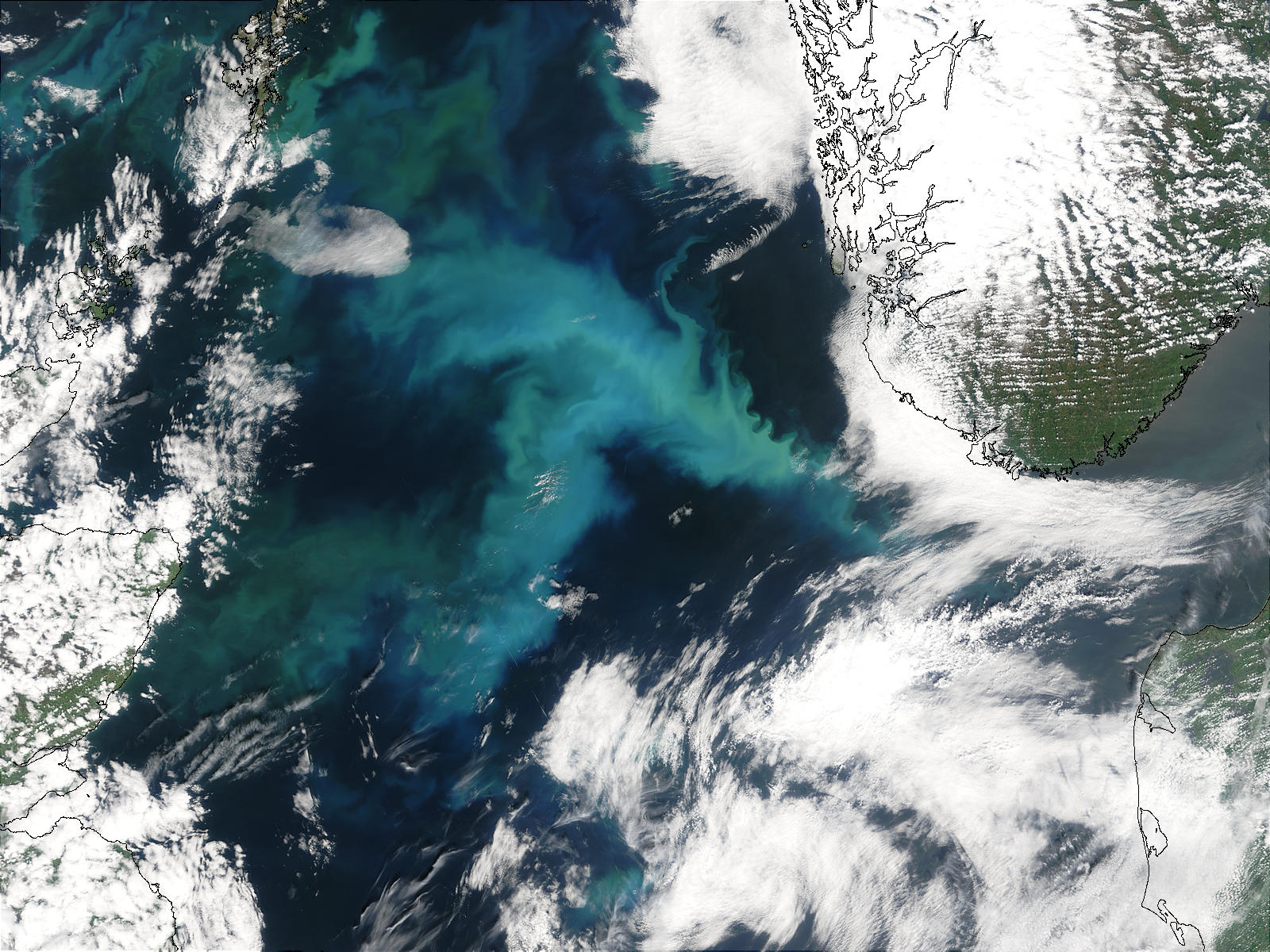
Fitoplankton-virágzás az Északi-tengeren

Az erős árapály-jelenség, az algában és tengeri hínárban gazdag sekély vizek, a változékony domborzat és a nagy tápanyagbőség sokszínű élővilágnak nyújt otthont az Északi-tengerben. Alapvetően elkülönítik a partvidékek élővilágát – azon belül a különböző partokat, mint a meredek tengerpartokat, a sziklás partokat illetve a homokos partokat – a ténylegesen vízi életterektől. Fontos átmeneti területeknek számítanak a sórétek (Salzwiese, salt marsh) és az ártéri területek (watt-vidék), melyeken az életfeltételeket az ár és apály folyamatosan változtatja. Az Északi-tengerben található a világ legnagyobb és legváltozatosabb élővilágú árapálysíksága. A nagy folyók torkolatai, a tölcsértorkolatok is sajátos élettértípussal rendelkeznek, mivel itt az édesvíz a sós tengervízzel keveredik. A vízi élettereken belül megkülönböztetik a nyílt-vízi élettájt (pelagiál) és az üledékben lévő vízi élettájt (bentál). Utóbbit a vízmélység és az üledék fajtája alapján további osztályokra bontják. Így ezek lehetnek sziklásak, kavicsosak, homokosak, illetve lehetnek többé vagy kevésbé iszaposak is, vagy akár teljesen iszapmentesek is.

## Természetvédelem
A folyók vizével érkező anyagok súlyosan károsítják az Északi-tengert, főleg a tengerparti régiókban, amit az emberi hasznosítás von magával. A partvédelem a tenger déli partvonala mentén erősen módosítja a tájat. A turizmus és a szabadidőtöltés szerepe ezen a téren kettős. Egyrészt nagy terhet jelentenek a partvidékre, másrészt ösztönzik a táj érintetlen megtartását. A túlhalászás miatt az 1970-es években főként az északi-tengeri hering állománya csappant meg. A tőkehalállomány egy 1983-as közös EK-szabályozás ellenére is erősen visszaesett az utóbbi években.
A környező országok különböző egyezményeket kötöttek az Északi-tenger védelmében. Az 1969-es bonni egyezmény volt az első az Északi-tenger környezetvédelme céljából megkötött nemzetközi egyezmény és kizárólag csak az olajkitermelés lehetséges negatív következményeivel foglalkozott.
Az oslói (1972) és párizsi (1974) egyezmények foglalkoztak először nagyobb mértékben a tengerbe kerülő káros anyagokkal. Ezek eredményeként a tengerrel szomszédos országok 1992-ben elfogadták az oslo-párizsi egyezményt. A partok környezetvédelméért az az ország felelős, amely ebből a célból nemzeti szabályozásokat foganatosított.
A Rajna és az Elba folyók által az Északi tengerbe szállított, fagyálló, korróziógátló folyadékként használatos benzotriazol potenciálisan veszélyezteti a vízi élővilágot.

## Partok és szigetek
A tenger partja folyamatosan változik az újabb idők egyes természeti behatásai (mint az áradások) valamint az elmúlt 500 év során a tudatos területszerzésre irányuló emberi tevékenység következtében.

## A tenger északi része: fjordok, sziklaszigetek, sziklás partfalak

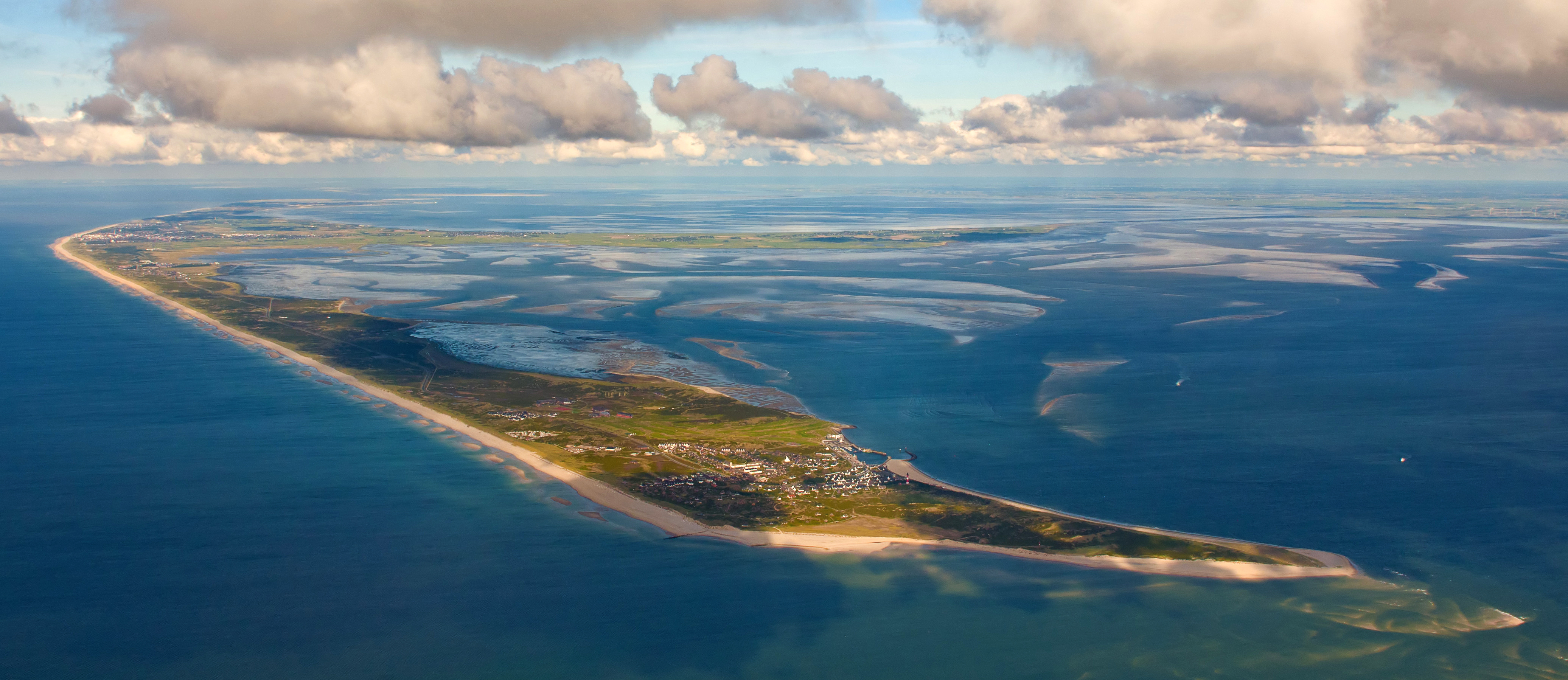
Sylt

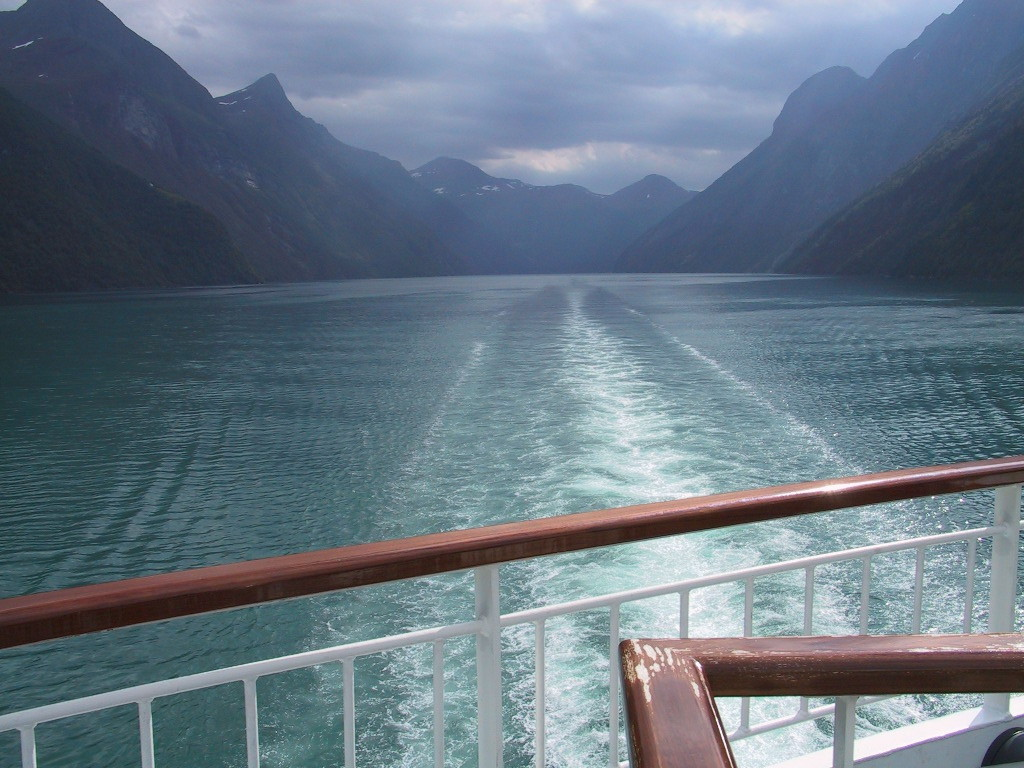
A Geirangerfjord Norvégiában

Az Északi-tengert nyugatról a Brit-szigetek, a legnagyobb szigetcsoportja határolja, annak csak keleti partja határos vele. A legnagyobb szigetek, melyek teljes területe az Északi-tengerben fekszik a Shetland-szigetek és az Orkney-szigetek.
A tenger északi partjait a gleccserek alakították különböző jégkorszakok idején. Általuk egy erősen tagolt és töredezett partvidéki táj alakult ki. A fjordokat gleccserek hozták létre. A gleccserek a magas hegységekből eredtek és lecsúszva a talajba mély vájatokat vágtak, melyek a tengerszint emelkedésével vízzel töltődtek fel. Gyakran meredek partvonalak alakultak ki (főleg Norvégiában), melyek az Északi-tenger viszonyaihoz képest nagyon mélyek. A legtöbb fjord Norvégiában található.

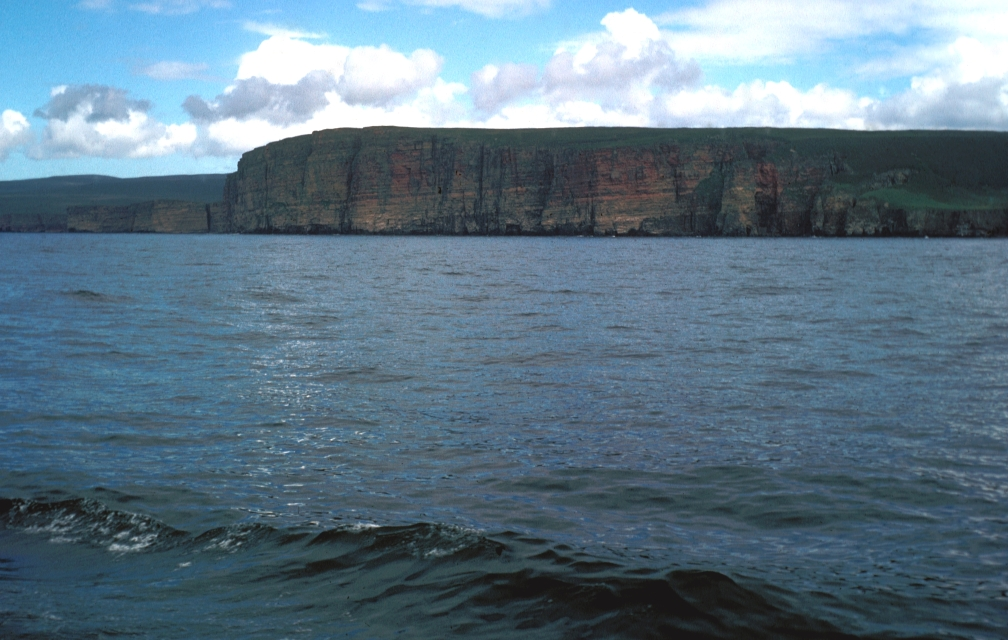
Az Orkney-szigetek a Pentland Firth túloldaláról nézve

A fjardok (avagy fjärdék) felépítése a fjordokéhoz hasonló, de többnyire sík területen helyezkednek el szélesebb öblökkel, melyekben sokszor kisebb szigetek is találhatók. Az őket létrehozó gleccserek a talajt nagyobb területen alakíthatták. Fjardok leginkább a skót és észak-angol partvidéken találhatók. A fjardokban található különálló szigeteket illetve a szigeteket a parttal homokturzások vagy homoklerakódásokból képzett félszigetek kötik gyakran össze, melyek megnevezése tomboló.
A fjardok déli irányban sziklás partba mennek át, melyek főként a jégkorszaki gleccserek morénáiból alakultak ki. Az Északi-tenger horizontális hullámverései következtében abráziós partok alakulnak ki. Az itt leszakadó anyagok a tenger túloldalán lévő árapálysíkságok üledékének fontos alkotóelemei lesznek. Nagyobb tölcsértorkolatok a hozzájuk tartozó árapálysíkságokkal és mocsaras területekkel megtörik az ilyen abráziós partokat. Anglia keleti részén ilyen a Temze és a Humber folyók torkolata.
Norvégia déli részén és Svédország Skagerrakkal határos részén is találhatók sérszigetek. A fjordokhoz és a fjardokhoz hasonlóan a gleccserek itt is nagy területeken alakították a tájat. A főleg Dél-Norvégiában található strandflaték (strandplatték) olyan kőzetlemezek, melyek gyakran több kilométer hosszúságúak, teljesen lecsiszolódtak és ma már sokszor csak pár méterrel vannak a víz szintje alatt.

## Déli rész: sík part és árapálysíkság (a watt-vidék)

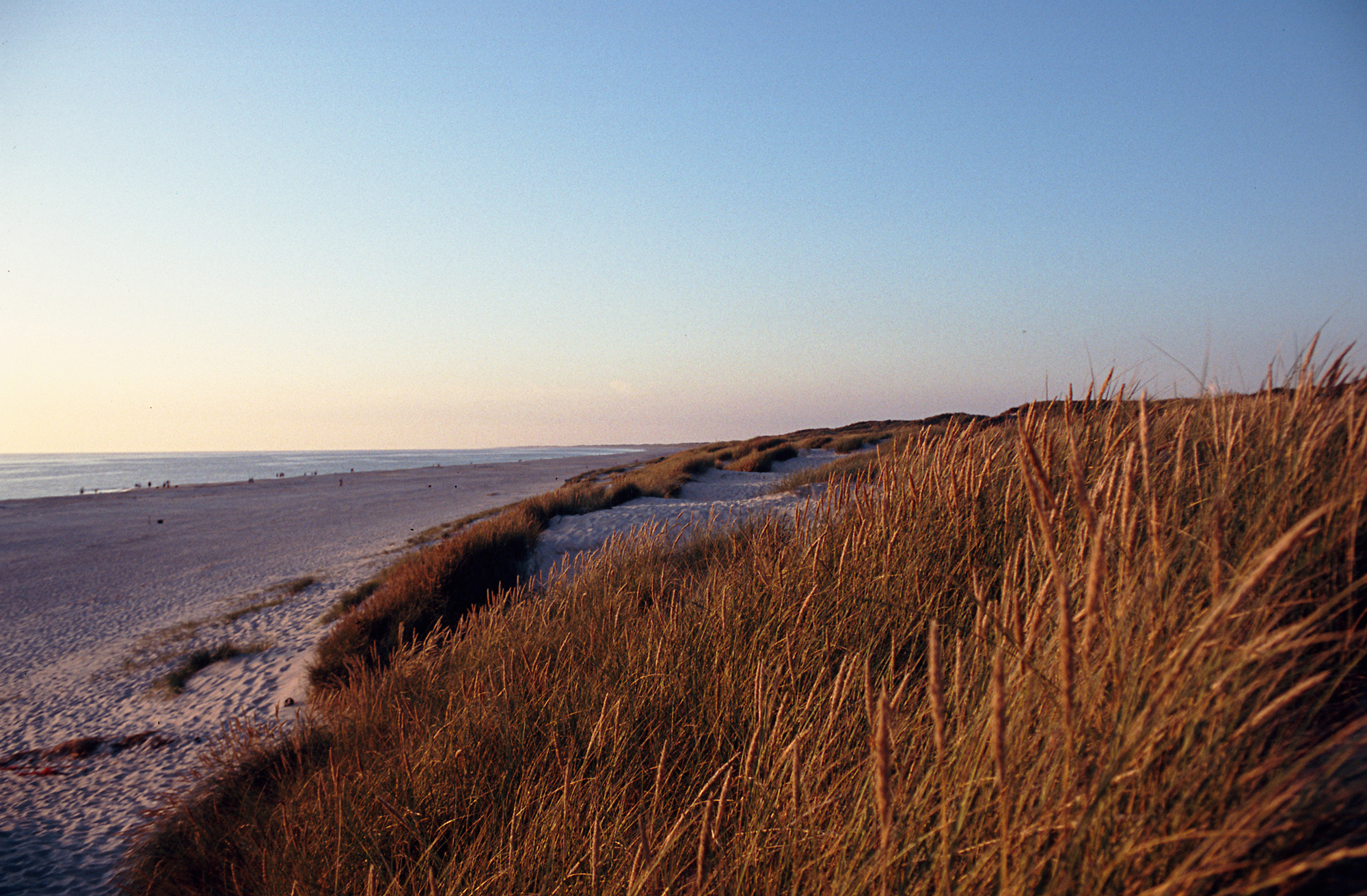
A dán partszakasz Henne Strandnál

Az Északi-tenger déli és Dánia északi részéig terjedő keleti partjának fő vonalai is a jégkorszak idején alakultak ki, de a partok formáját már a tenger és az üledéklerakódás alakította. A teljes partvonal sík, a dagály sokszor nagy területeit önti el és apálykor ismét visszahúzódik róla üledéket hagyva hátra. A kisebb dagálynál (mikrodagály 1,35 méterig terjedő árapálykülönbségnél), mint a holland és a dán partokon turzások (strandwallok) és dűnék alakulnak ki. A közepes méretű dagálynál (mezodagály 1,35-2,9 méter) homokturzások képezte szigetek jönnek létre (Barriereinseln), a nagyobb dagályok (makrodagály 2,9 méter felett) – mint amilyen például az Elba torkolata – víz alatti homokpadok képződnek.
A Nyugati-Fríz-szigetek és a Keleti-Fríz-szigetek a tenger hullámverésének peremén jöttek létre ahol üledék halmozódott fel és melyek vonala mögé a megtörő hullámok további üledékeket raktak le. Az idők során így olyan felszíni homokpadok (Sandplate) jöttek létre, melyeket már csak nagy áradások voltak képesek elönteni. Az első növények megtelepedésével a homokpadok is rögzültek.

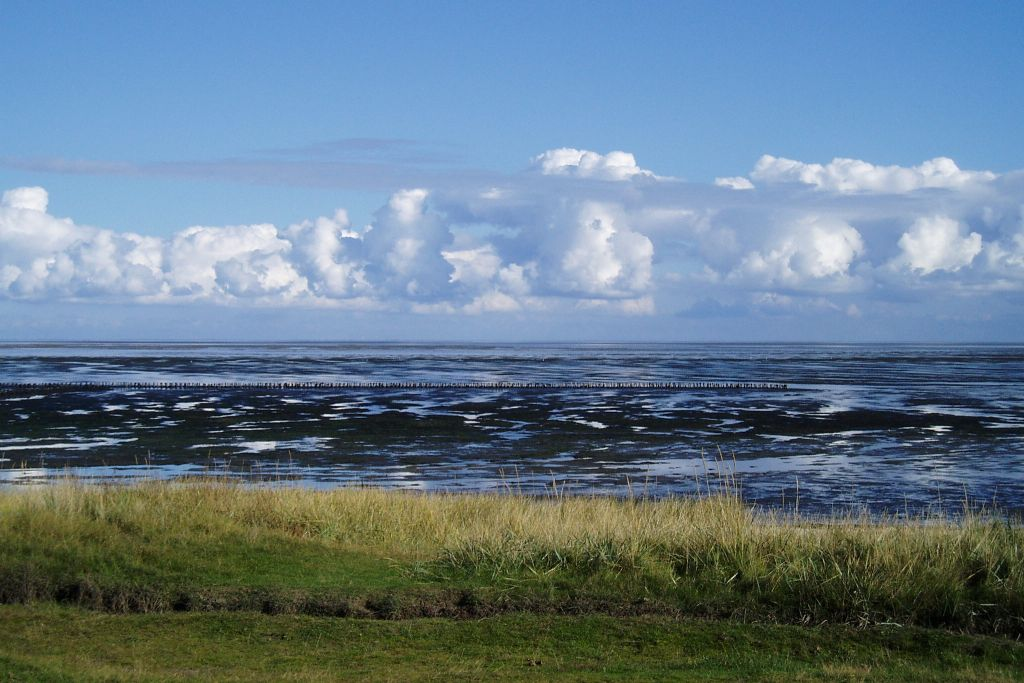
Árapálysíkság Keitumnál Sylt szigetén

Bár manapság szilárd szigeteknek számítanak, némelyikük még mindig mozgásban van. A Keleti-Fríz-szigetekhez tartozó Juisten 1650 óta öt különböző templomhelyet azonosítottak, mivel a templomnak is lépést kellett tartania az áthelyeződő szigettel. Juist időnként két szigetre is különvált. A szomszédos Wangerooge sziget az elmúlt háromszáz évben a teljes hosszúságának megfelelő távolságra helyeződött át keleti irányban. A Keleti-Fríz-szigetek nyugati részét a tenger jelenleg elhordja, míg a keleti felén üledéket rak le. A nyugati felét ezért fokozottan védik. A szigetek közötti Watt-áramlat (Balje, Gatt illetve Tief néven is említik) az árapály mozgásából adódik és így megakadályozza a szigetek összenövését.

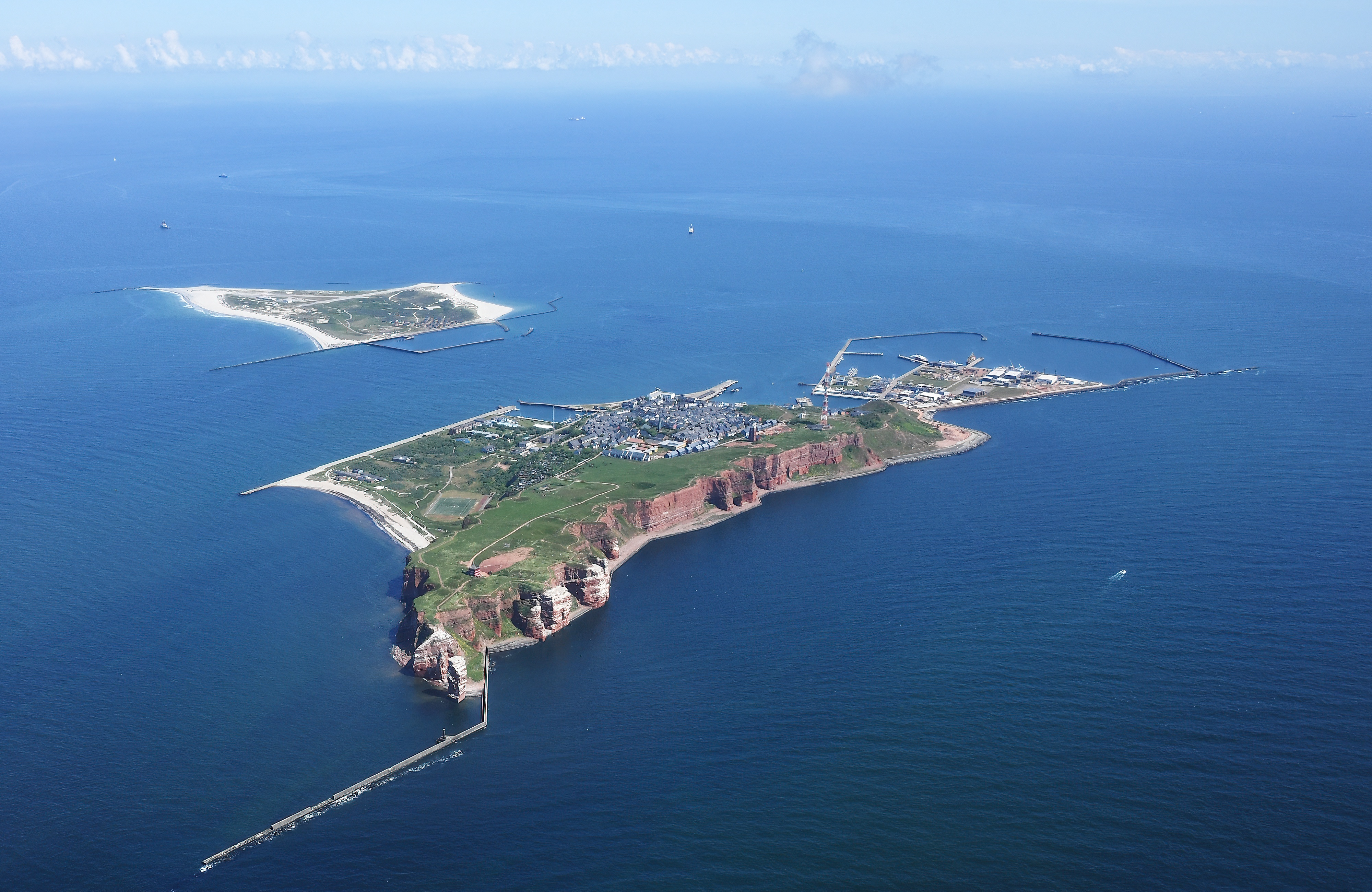
Helgoland légi felvételen

Az Északi-Fríz-szigetek ezzel szemben ősi geestek kemény magjára épülő szigetek, melyeket a vihardagályok részben elhordtak és a mögöttes területektől elválasztottak. Ebből fakadóan magasabbak és szilárd magjuk révén kevésbé érintik őket a változások, mint a délebbre lévő szigeteket. A sziget magján kívül ugyanazok a folyamatok játszódnak le náluk, mint a Nyugati- és Keleti-Fríz-szigetek esetében, különösen Sylt esetében, mely sziget déli része omlással fenyeget, miközben az északi részen fekvő List kikötője elhomokosodik.
A halligok (Halligen) egy középkori vihardagály által elmosott mocsárvidék maradványai. A múltban sokat változott az alakjuk. Egykor több mint száz volt belőlük, ma már csak tíz van. A többit vagy elmosta a tengervíz, vagy a szárazfölddel töltésekkel összekötötték őket.
Az északabbra található dán árapálysíkság szigetei homokpadokból alakultak ki. A szigetek elhomokosodása még a 20. században is komoly problémát okozott ezért védelmükben kisebb erdőket telepítettek rájuk.
A dél-nyugati partok mentén szintén számos kiterjedt tölcsértorkolat található, így a Maasé, a Rajnáé, a Weseré, az Elbáé és az Eideré.
Különösen a Southern Bight táját alakította át az emberi terjeszkedés, mivel a hollandok különösen nagy területeket nyertek itt vissza a tengertől. A legnagyobb ilyen jellegű vállalkozás az IJssel-tó gáttal való elkerítése és vizének lecsapolása.
A dániai Esbjerg és a hollandiai Den Helder között terül el a Watt-tenger. Ezt a területet az árapály jelensége formálja és jelentősebb területeit nemzeti parkokká nyilvánították. Helgoland szigete kivételt képez, mivel azt nem az árapály hozta létre, hanem a kora triász idejéből való és így jóval idősebb a többi szigetnél. A Watt-tenger körzetében a kontinentális partot kisebb szakaszokat leszámítva – Schobüllnél és Cuxhaven-Duhnennél – gátak védik.

## Vihardagályok

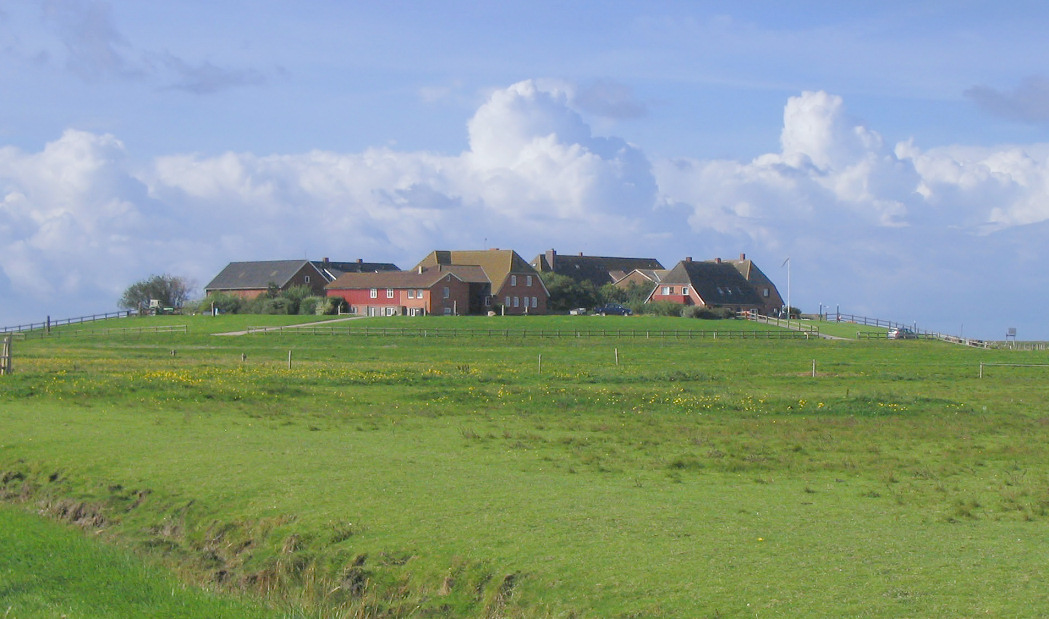
Mesterségesen emelt domb (warft) Hallig Hoogénál

Az Északi-tenger partvidékén a vihardagályok Hollandia, Belgium, Németország és Dánia partjait különösen veszélyeztetik. Ezek viszonylag alacsony területek, a vízszint csekély emelkedése is elég nagy területek elárasztásához vezethet. Ezen felül a nyugati irányból érkező viharok nagyon hevesek, ezért a dél-keleti partok a leginkább veszélyeztetettek. Az észak-nyugati szelek főleg Hollandia és Alsó-Szászország partjait, míg a nyugati és délnyugati szelek Schleswig-Holstein és Dánia partjait érik. A történelem során a vihardagályok kialakították a mai partvonalat, miközben több százezer emberi életet követeltek. A kora újkorig a halálos áldozatok száma több tízezer vagy akár több százezer is lehetett egy-egy vihardagály alkalmával. Ezen adatok pontossága azonban a mai ismeretek alapján nehezen határozható meg.

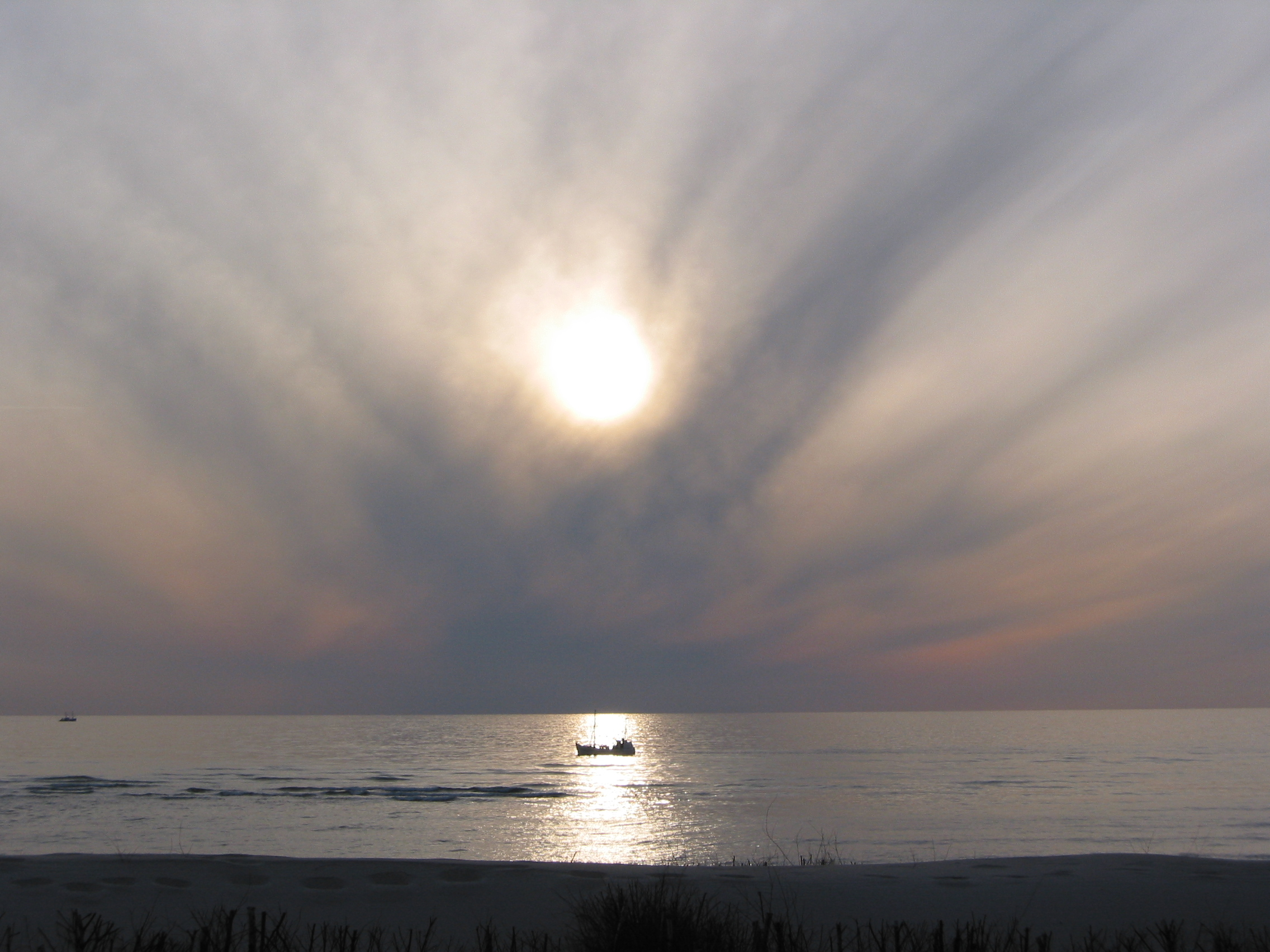
Készülődő vihar az Északi-tengeren

Az első feljegyzett vihardagályt (Julianenflut – Szent Julianna-napi áradás) Hollandiában jegyezték fel 1164. február 17-ében megadva annak idejét. Szent Marcellus ünnepén, 1219. január 16-án volt a következő nagy vihardagály, mely főként a Nyugati- és a Keleti-Fríz-szigeteket sújtotta. Utóbbiak ekkor még a Weserig is elértek. Ezzel kezdődött a Jade-öböl kialakulása. Az 1228-as vihardagály alkalmával a krónikák szerint 100 000 ember veszítette életét. A második Marcellus-napi áradás 1362-ben a Német-öböl déli- és keleti partjait érte, a krónikák ismét 100 000 halottat említenek. Az Északi-Fríz-szigetek elülső partvonalát szinte teljesen lerombolta és nagy szárazföldi területek végleg víz alá kerültek. Ekkor süllyedt el a mondák övezte Rungholt városa is és ekkor jött létre a Strand-sziget. Az Burkhard-napi 1634-es vihardagály többek között eltörölte a Strand-szigetet hátrahagyva a halligokat. Az 1721-es újévi vihardagály választotta le Helgolandról Düne szigetét.

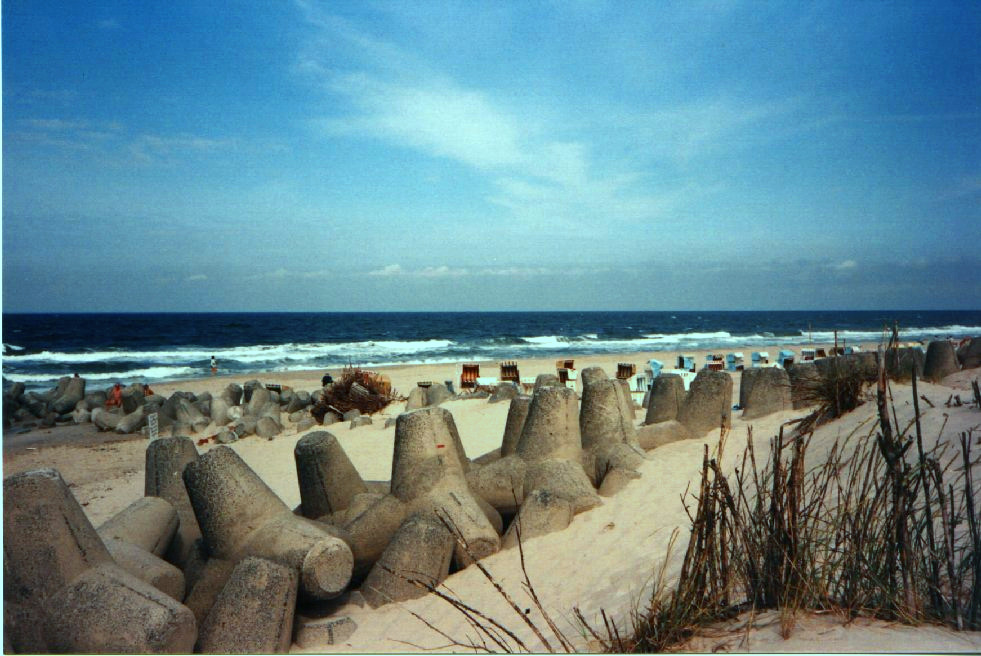
Hullámok általi erózió ellen korábban telepített betonelemek Hörnumnál Sylt szigetén – csak gyorsították a területveszteséget

A 20. század során a súlyosabb vihardagályok Hollandiát érintették, ahol az 1953. február 1-jei áradás több mint 2000 áldozatot követelt. A Hamburgot sújtó vihardagály 1962. február 16-17-én 315 ember halálát okozta. Az 1976-os „évszázad áradása” és az 1981-es „Észak-fríz áradás” során mérték a legmagasabb vízállásokat. A hamburgi áradás után a gátakat és a partvédelmet jelentősen megerősítették, ezért ekkor csak anyagi károk keletkeztek.
1990. február 26. és 28. közötti három napban a vihar ötször is vihardagályt gerjesztett. Büsumban 160 km/h-s sebességű szelet mértek, de csak csekély anyagi károk keletkeztek.
Az Északi-tenger térségében ritkán, de előfordulnak cunamik. A Storegga-lejtők Norvég-tenger alatti csuszamlásai a Kr. e. 8150 és Kr. e. 6000 között számos cunamit keltettek, melyek hullámainak magassága elérhette a 20 métert is és főként a mai Skóciát és a Feröer-szigeteket sújtotta. Az egyik első feljegyzett földrengés a térségben 1580-ban volt a Doveri-szorosban és 5,6-5,9 erejűre teszik a Richter-skálán. Nagy pusztítást vitt végbe Calais-ban és lehetségesnek tartják, hogy kisebb árhullámot is okozott, de erre még nem találtak bizonyítékot. Az 1755-ös lisszaboni földrengés keltette hullámok Hollandiáig is elértek, de addigra az erejük már alábbhagyott és nem okoztak pusztítást. Az Egyesült Királyságban mért legerősebb, Richter-skála szerinti 6,1-es erősségű dogger-padi földrengés volt 1931-ben. Kisebb cunamit okozott mely a partszakasz egyes területeit elöntötte.

## Partvédelem

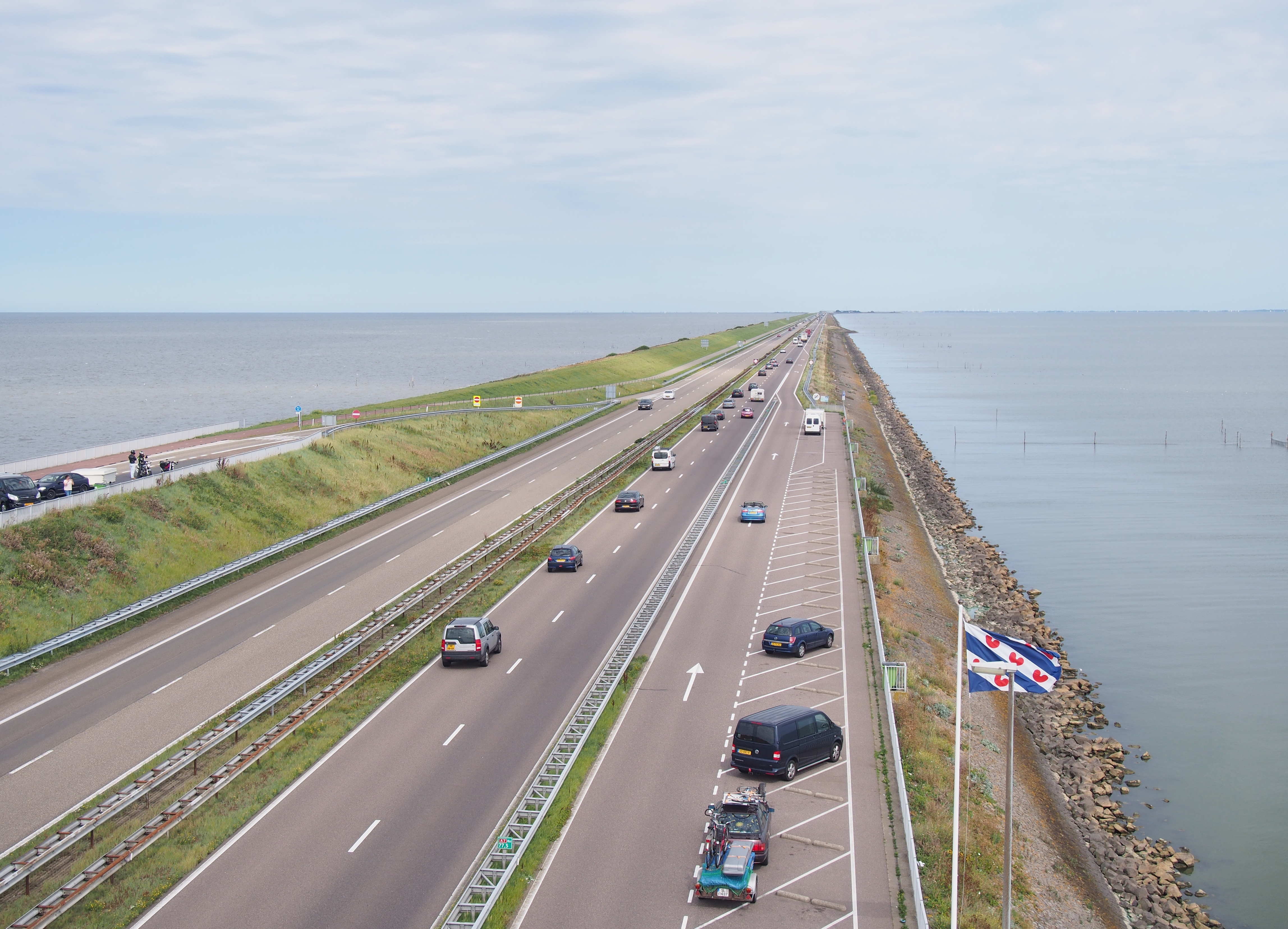
A Zuiderzee 32 km hosszú zárógátja

A szárazföld és a tenger határán a sekély partok élővilága erősen tengeri jellegű volt. A vidéket számos sziget és hallig borította, melyeket folyók, patakok és mocsarak választottak el egymástól. A területet rendszeresen elöntötte a tenger. A vihardagályok által különösen veszélyeztetett vidékeken az emberek előbb természetes magaslatokra települtek (geest-nyelvekre, dűnékre, vagy partfalakra). Ezek azonban csak a tenger alacsonyabb vízállásakor nyújtottak védelmet. Ezért már az 1-4. század között pár méter magas mesterséges dombokon (warftokon) telepedtek meg. A 7. századtól kezdődően egészen a 20. századig ismét ilyen dombokat emeltek.
Az első gátak kisméretű körgátak voltak a különálló gazdaságok körül, melyek a nyári időszakban kitartottak addig, míg a gabonát, főként a zabot és a lóbabot learatták, viszont a téli időszak erős árai elmosták őket. A késő középkor elején az ilyen különálló gátakat a tengerpart mentén összefüggő gátvonallá kezdték alakítani, így a tenger és a szárazföld közötti jellemzően inkább tengeri területeket szárazföldi területté alakították.
Bár a 13. században kiépítették már az "arany gyűrűnek" nevezett azonos magasságú gátrendszert Frízföld körül, de a koordináció nagyon gyenge volt és az egyes községek rendelkezésre álló eszközei sem voltak elégségesek. Ráadásul a javítás azok feladata volt, akiket a betörés leginkább veszélyeztette. Csak az állami koordináció és a gazdasági potenciál tudta a földműveseket és kereskedelmi vállalkozásokat a hatékony gátépítés érdekében összefogni, mint például az Oldenburgi Grófság esetében. Évszázadokon át Hollandia számított példaképnek a gátépítés terén és még ma is a Rijkswaterstaat a legnagyobb hatóság az országban. A hollandoktól nem csak a technikai eredményeket vették át, hanem a hibás elgondolásokat is. A földmunkálatok gépek nélküli elvégzése nagy ráfordítást igényelt, főleg ott ahol a laza talaj miatt szekereket sem alkalmazhattak a szállításhoz, ezért a gátak széleit faszerkezetekkel erősítették meg, hogy nagyobb gátmagasságot érhessenek el. Az így kialakított gátak sérülékenyek voltak a rajtuk átcsapó hullámokkal szemben. Emellett a felhasznált faanyagot tönkretették a nemzetközi kereskedelem révén a trópusi vizekről érkező hajóférgek. A földmunka-gépek megjelenését követően a 19. század végétől egyre nagyobb földtömegeket mozgattak meg és építettek belőlük magasabb és szélesebb gátakat. A különösen laza talajra épített gátakat eresztékfalakkal erősítik meg, mert máskülönben a gátba épített föld megsüllyedt volna.
1593 és 1615 között a gátvonal lerövidítésére megépítették az ellensi gátat (Ellenser Damm), mely az egyik legelső nagyobb intézkedés volt a tenger jelentősebb mértékű visszaszorítására. 1927 és 1932 között készült el a zárógát, mely a Zuiderzee-t az IJsselmeerré változtatta (a Déli-tengert IJssel-tóvá). Az 1953-as nagy hollandiai áradás (a Watersnood) és az 1962-es németországi áradások után a gátakat többször is megmagasították. Azóta a Rajna-Maas-Schelde-deltában valamint a német partszakasz több más folyótorkolatában és öblében megerősítették a partvédelmet. A part természetes élővilágának minél nagyobb mértékű megőrzése érdekében a védműveket igyekeztek úgy kialakítani, hogy a szokásos tengerjárásnak részben vagy egészben utat engedjenek, és csak vihardagálykor zárják be őket.

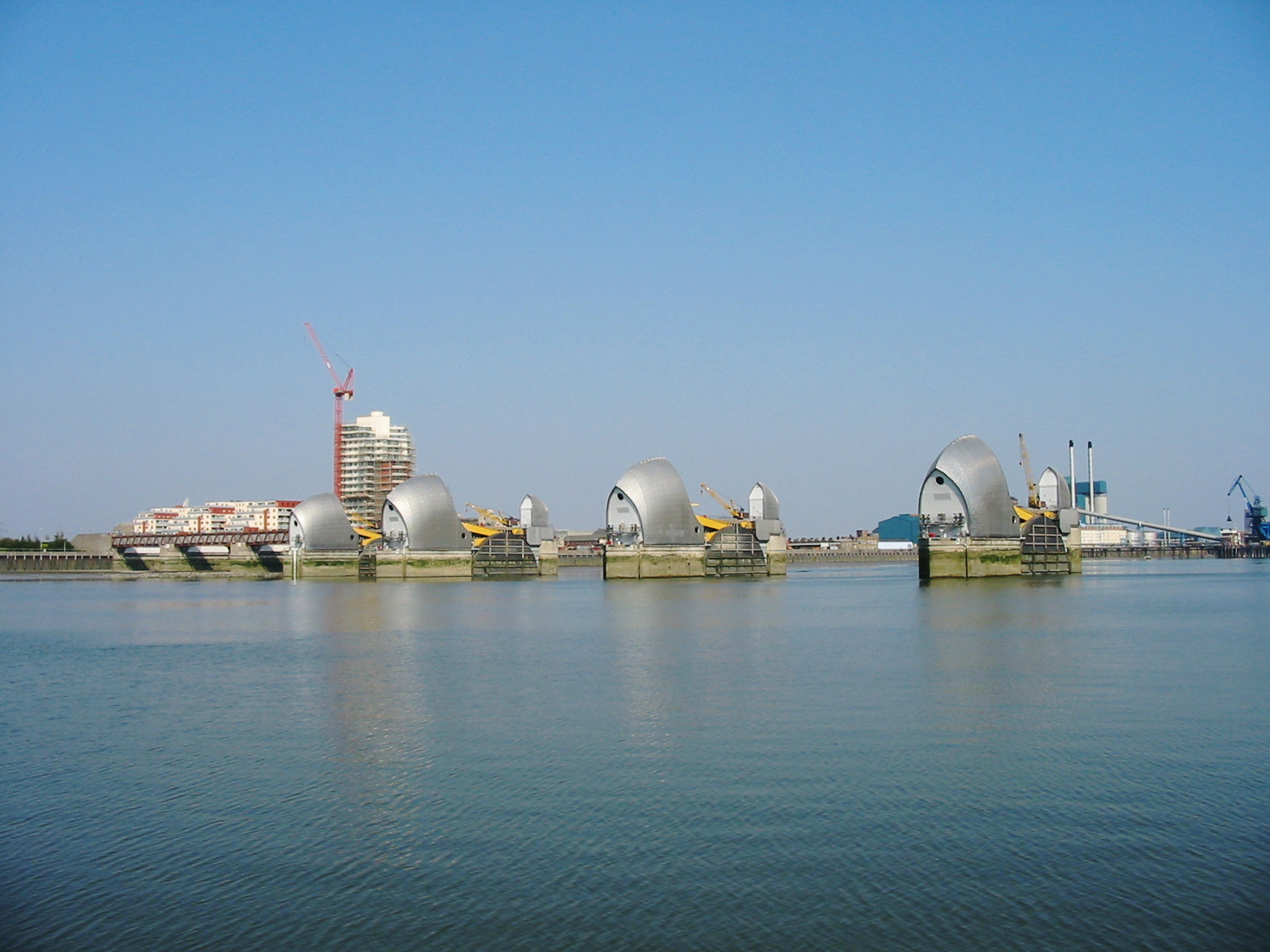
A Thames Barrier a Temze torkolatánál

Az Északi-tenger sekély partszakaszain a partvédelem több szinten lett kialakítva. A gát előtti terület már magában valamelyest csökkenti a tenger erejét, amivel a gátra lecsaphatna. Amennyiben a gát közvetlenül a tenger mellett található, akkor különösen meg kell erősíteni. A gátak magassága egyre magasodott, eléri akár a 10 méteres magasságot is, ugyanakkor laposabb profilt kapott, hogy a hullámok erejét jobban gyengítse. A modern gátak akár 100 méter szélesek is lehetnek, melyek mögött szervizút fut és a mögöttes terület ritkán lakott. A régebbi gátakat e mögöttes területeken sok helyen megtartották a védelem kiegészítéseként, de máshol elbontották őket, mivel a mocsaras, polder területeken maga a föld is nagy értéket képvisel.
A partvédelmet segítik a dűnék is. Egyes helyeken, különösképpen a holland partszakaszon Hoek van Holland és Den Helder között ezek jelentik az egyetlen védelmet. Másutt, mint például Zeelandban és némelyik észak-fríz szigeten gátakkal erősítik meg őket. Ezeket manapság homoknáddal telepítik be, hogy így akadályozzák meg a víz és szél által okozott eróziót valamint a dűnék vándorlását. Különösen nagy erőfeszítéseket igényel a delta-torkolatok védelme Hollandiában és a homokos part megőrzése Syltnél.

## Emberi hasznosítás

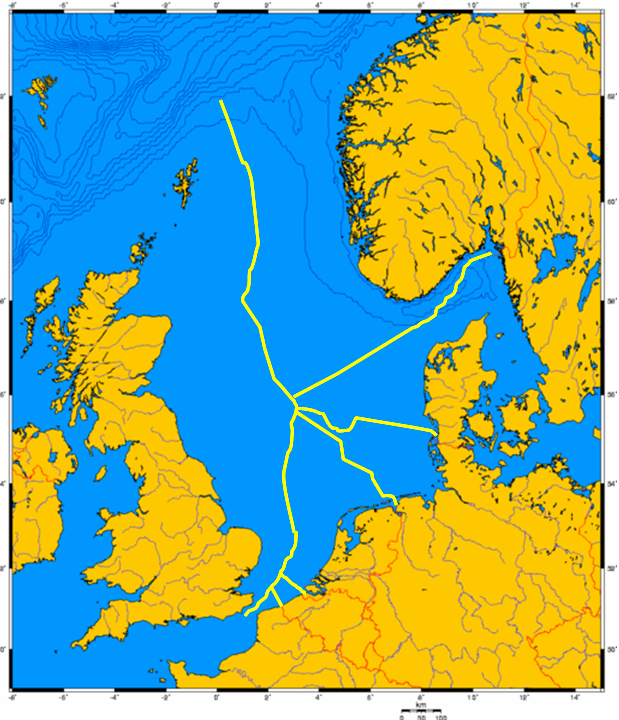
Az Északi-tenger gazdasági zónáinak felosztása

Az Északi-tenger déli partja nagyon sűrűn lakott terület és ennek megfelelően intenzíven hasznosítják. A tengerparttól számított 150 km-es sávban 80 millió ember lakik, Belgium és Hollandia csaknem teljes lakossága, akik szinte mind városokban laknak. Ezekben a körzetekben a népsűrűség 1000 fő/km² felett van. A Hamburg és Brüsszel közötti partvonal a világ egyik legnagyobb nehézipari régiója.
Csatornák:
- A Kieli-csatorna (korábbi Vilmos császár-csatorna) köti össze az Északi-tengert a Balti-tengerrel. A világ legforgalmasabb mesterséges vízi útja. 2009-es adatok szerint napi 89 hajó halad át rajta, a kisebb járműveket nem számítva.[18]
- A Rajna–Majna–Duna-csatorna köti össze a Rajna–Maas-deltát a Duna-deltájával a Fekete-tenger partján.
- A Kaledóniai-csatorna az Északi-tengert az Ír-tengerrel köti össze, ezáltal pedig az Atlanti-óceánnal is. Ma már csak turisztikai célra használják.
- Az Noordzeekanaal köti össze Amszterdamot az Északi-tengerrel.

## Politikai státusz
Az Északi-tenger feletti uralom a vikingek kora óta meghatározza Északnyugat-Európa hatalmi viszonyait és az első angol-holland háború óta a világpolitikában is nagy jelentőséggel bír, a tenger a második világháború után sem került egyetlen állam jogi fennhatósága alá. A környező országok csak a szűk partmenti sávra tartottak igényt, de az utóbbi évtizedekben ez a hozzáállás megváltozott.
Az Északi-tengerrel határos országok igényt tartanak a tizenkét mérföldes sávra a partjaik mentén. Ebben a zónában az adott államok többek között kizárólagos halászati joggal rendelkeznek. Izland az ún. tőkehal-háborúk során elérte, hogy halászati jogait 200 mérföldes zónára terjeszthesse ki, melyhez az EU-államok is csatlakoztak és ezáltal más államokat gyakorlatilag kizártak az északi-tengeri halászatból. Halászati joga itt csak EU-államoknak és Norvégiának van. Más államoknak külön egyezségeket kell kötniük ehhez. Az itteni halászati tevékenység koordinációja az EU közös halászati politikáján valamint az EU és Norvégia közti szerződéseken alapszik.
Miután az Északi-tenger alatt ásványkincsekre bukkantak, Norvégia a kontinentális talapzatának kiterjedésére hivatkozva jelentette be területi igényét. Hamarosan a többi ország is követte a példáját. A tengerfenék többnyire az államok között félúton lett felosztva, kivételt képez ez alól a Hollandia, Németország és Dánia közti határ, melynek kijelölését hosszas vita előzte meg és melyről végül a Nemzetközi Bíróság döntött. Németország a földrajzi helyzetéből fakadóan partvonalához képest csak egy kis darabot kapott volna, így viszont valamivel nagyobb gazdasági zónához jutott, az ún. „kacsacsőrhöz” (Entenschnabel).
A természet- és tengervédelem tekintetében a MARPOL-egyezmény (Marine Pollution) 25 és 50 mérföldes határvonalai vannak érvényben. Az Oslo-párizsi egyezmények is foglalkoznak a tenger védelmével az Északi-tenger egész területét illetően. A Watt-tengeren az adott nemzetállamok az illetékesek, melyek ezt a problémát eltérően kezelik, ezért a stratégiák egységesítése érdekében egy háromoldalú bizottságot állítottak fel.
A hajóforgalom biztonságáról és koordinálásáról 2003 óta az Európai Tengerészeti Biztonsági Ügynökség (EMSA) gondoskodik. A bizottság az EU-hoz tartozik, melyben Norvégia és Izland (valamint hamarosan Nagy-Britannia) mint közvetlenül érintett országok is helyet kapnak. Az 1978-as Párizsi memorandum értelmében az EU-államok kötelezték magukat arra, hogy az EU kikötőibe befutó hajók 25%-ánál rendszeresen ellenőrzik, hogy betartják-e a nemzetközi biztonsági előírásokat. A Watt-tenger, valamint Nagy-Britannia, Belgium és Franciaország tengerpartja különösen érzékeny tengeri térség minősítést kapott (Particularly Sensitive Sea Area). Az Északi-tengeren a Balti-tengerhez hasonlóan a MARPOL-egyezmények legszigorúbb előírásai vannak érvényben a hajókról történő szennyvíz- és hulladékelhelyezés tekintetében.

## Nyersanyagok

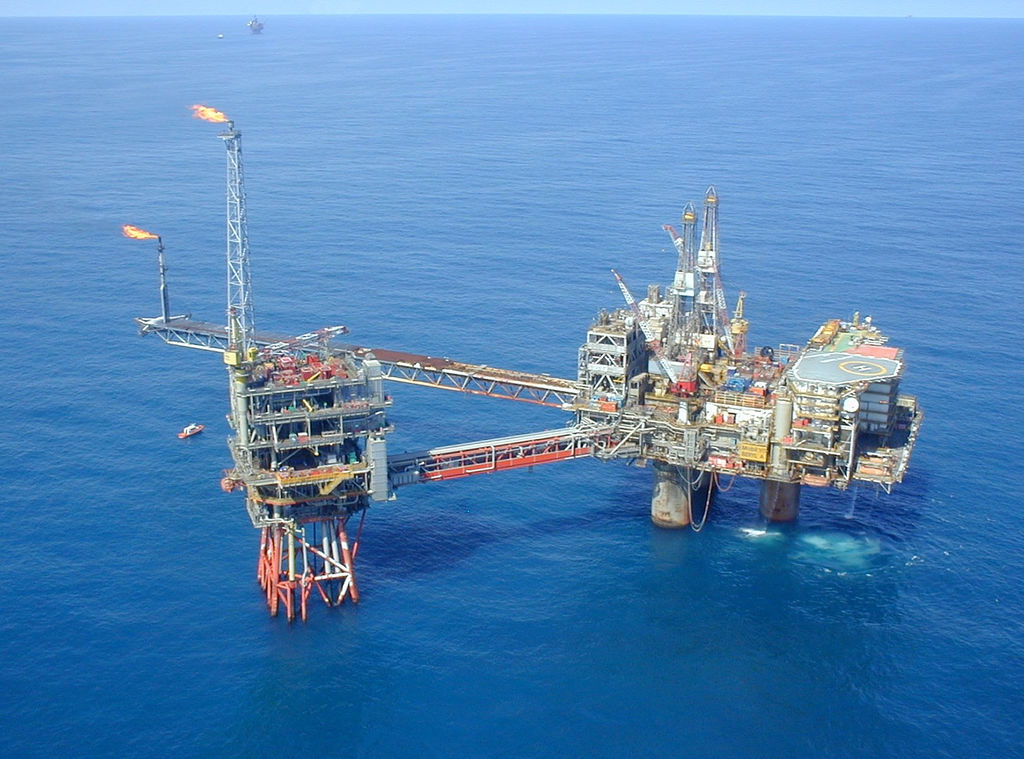
A Beryl Alpha fúrótorony az Északi-tengeren

1958-ban geológusok Slochterennél, a holland Groningen tartomány területén gázmezőre bukkantak. Gyanították, hogy az Északi-tenger alatt további gázmezők rejlenek, de ekkor még a nyílt tenger tulajdonjogai nem voltak letisztázva. 1966-tól kezdődően próbafúrásokba kezdtek és 1969-ben a Phillips olajtársaság a norvég szektorban rábukkant az Ekofisk-gázmezőre, mely akkor a világ húsz legnagyobb gázmezője közé tartozott. Az itt talált olaj alacsony kéntartalma révén kiváló minőségű volt és 1971-től megkezdték a kitermelését. Az Ekofisk-gázmezőről kitermelt nyersanyagokat előbb tartályhajókkal, majd gázvezetékekkel juttatták el az angliai Clevelandbe és 1977-től egy másik vezetéken az alsó-szászországi Emdenbe. Az Északi-tenger olaját csak az olajválság után kezdték az olajtársaságok kitermelni, mivel a megnövekedett olajár már megtérítette az itteni bányászat magas költségeit. A 80-as és 90-es évek során újabb nagy kiterjedésű olajmezőket tártak fel. A kitermelés magas költségeit valamelyest ellensúlyozza a régió politikai stabilitása és a kitermelhető olaj kiváló minősége valamint a nyugat-európai felvevőpiachoz való közelsége.

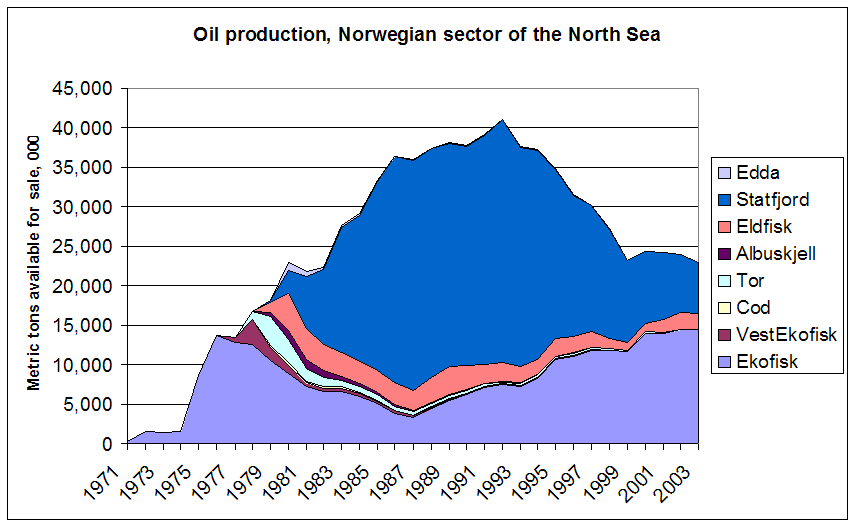
Kitermelés a norvég szektorban olajmezők szerint

Jelenleg 450 fúrótorony található az Északi-tengeren, ezzel a legjelentősebb tengeri kőolaj-kitermelő régiónak számít a világon. A fúrótornyok többsége a brit szektorban található, melyet a norvég, a holland és a dán követ. A brit és a norvég szektor tartalmazza messze a legtöbb kőolajat. Becslések szerint a norvég szektorban található az Északi-tenger kőolajkészletének 54%-a és a gázkészletének 45%-a. Az Ekofisk-mező mellett jelentős még a Statfjord-mező is, melynek kiaknázásához a Norvég-árkot is át kellett hidalni a kőolajvezetékekkel. Egy norvég törvény értelmében a Statoil állami vállalat a norvég szektorban lévő kőolajlelőhelyek részesedésének 50%-át kapja meg. Az Északi-tenger legnagyobb gázmezője a Troll-gázmező, mely a Norvég-árokban található 345 méteres mélységben, ezért kitermelése nagy ráfordítást igényel. Az itt működő 472 méteres magasságú és 656 000 tonna súlyú fúróplatform a legnagyobbnak számít a világon és a legnagyobb ember által megmozgatott objektum is egyben. A német szektorban csak két platform található, ez a szektor számít a legkevésbé kiaknázottnak. A nagyobbik olajmező a Mittelplate.
Az északi-tengeri olajkitermelés 1999-ben volt a legmagasabb szinten, mikor több mint 6 millió barrel (950 000 m³) kőolajat és 280 000 000 m³ földgázt termeltek ki naponta. Az Északi-tenger feltárt nyersanyaglelőhelynek számít, a készleteit már felmérték, ezért nagyobb feltárásokra már nem lehet számítani. A kitermelésben minden nagyobb olajtársaság részt vett, az utóbbi időben azonban a Shell és a BP is beszüntette már a kitermelést. 1999 óta ugyanis a kitermelhető mennyiség évről évre csökken. A Brent olaj volt az egyik első az Északi-tengeren kitermelt kőolajfajta, mely ma irányadó az Európából, Afrikából és a Közel-Keletről származó kőolaj árfolyamának megállapításakor.
Az olaj és a gáz mellett a tengerfenékről több millió tonna homokot és kavicsot emelnek ki. Ezeket főleg építkezésekhez, a tengerpartok homokjának pótlására és a part védelmére használják fel. A legnagyobb kitermelők 2003-ban Hollandia (30 millió m³) és Dánia (10 millió m³) voltak. Németország 2005-ben 740 000 m³-t emelt ki.
A geológiai kialakulása révén az Északi-tenger alatt terjedelmes bányászható szénrétegek rejlenek. A Brit Geológiai Intézet legújabb jelentése szerint a szénkészletek 3-tól 23 milliárd tonnára tehetők. A Five-Quarter nevű vállalkozás a Deep Gas Winning-eljárás segítségével természetbarát módon tervezi kitermelni az ásványkincset. Ennek során oxigént és forró vízgőzt fecskendeznek keskeny furatokba, melynek eredményeképpen szintetikus gáz, hidrogén és szén-monoxid valamint a víz alatti rétegekben metán és szén-dioxid szabadul fel. Ez a kitermelési mód nem igényel olyan vegyi adalékokat, mint a rétegrepesztésnek nevezett eljárás (fracking) a szárazföldön.

## Megújuló energiák

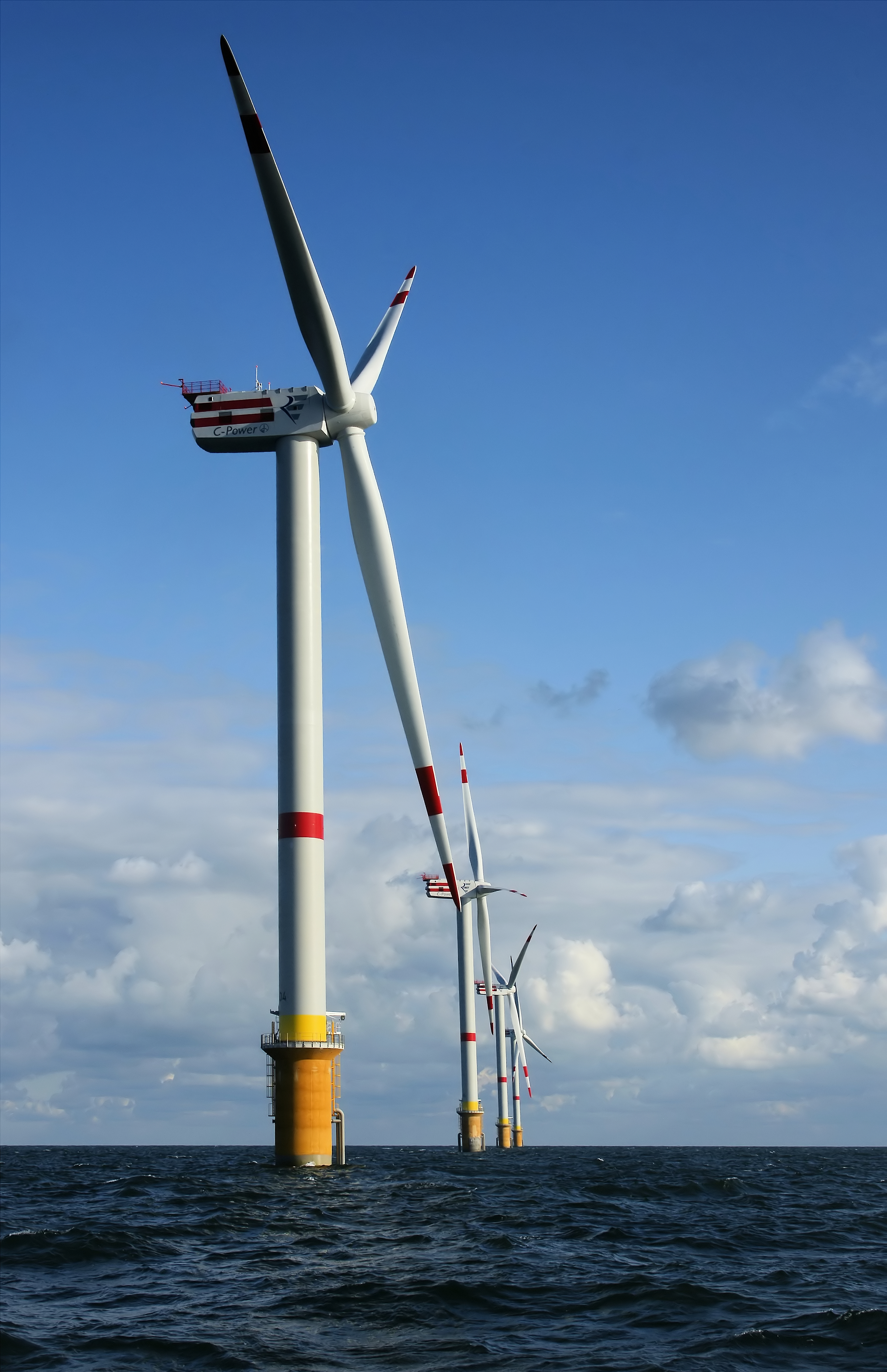
A Thorntonbank szélfarm turbinái a belga partok előtt

Az Északi-tenger partjain fekvő országok, főleg Nagy-Britannia és Dánia az 1990-es évek óta a partközeli területein a szélenergiát elektromos áram előállítására használja fel. Az első szélturbinákat az angliai Blythnél 2000-ben és a dániai "Horns Rev" szélparkban 2002-ben helyezték üzembe.
2001 óta léteznek tervek a német gazdasági zónában szélfarmok létrehozására, melyekkel a tengeren a szárazföldieknél jóval erősebb és egyenletesebb szeleket igyekeznek hasznosítani. 
2005 decemberéig 10 helyszínen összesen 697 szélturbina telepítését engedélyezték. A szélfarmokkal szemben azonban kételyek is megfogalmazódtak. Egyes vélemények szerint veszélyeztetik a hajóforgalmat és károsítják a tenger élővilágát, főleg az alapzatok elkészítésekor. Emellett az elektromos áram Németország távolabbi részeiben lévő fogyasztókhoz való eljuttatása jelentős energiaveszteséggel járna és ezért a Watt-tengerben lévő vezetékek felújítására lenne szükség, miközben ez terület teljes egészében bioszférarezervátum és a nemzeti park minősítést kapott. 
A 2013-as adatok szerint a "London Array" a világ legnagyobb tengeri szélfarmja (630 MW-tal) megelőzve a szintén az Anglia délkeleti partjai előtt lévő "Greater Gabbard" szélfarmot (504 MW).
A tengerből eredő energia kinyerése még kezdeti stádiumban van. Az Északi-tenger déli részét a szakértők többsége szerint az ár és az apály csekély szintkülönbsége valamint a hullámok és az áramlatok gyengesége nem teszi alkalmassá hullámerőművek és tengeráramlat-erőművek telepítésére. A dán partokon a "Wave Dragon" hullámerőmű kísérleti próbái 2003 és 2005 között lezajlottak. A norvégiai Trondheim közelében létezik egy ozmózis elvén alapuló erőmű.

## Halászat
A tenger déli részén már több mint száz éve halásznak kereskedelmi mértékben. A halászat napjainkban is a déli és a part menti területekre koncentrálódik, ahol főleg fenékhálóval halásznak.
A technikai fejlődés révén az 1980-as évekig a halászott mennyiség folyamatosan növekedett, melyek során évi 3 millió tonna halat is kifogtak. Azóta a halászott mennyiség visszaesett, újabban 2,3 millió körüli az évi mennyiség. A partra szállított halmennyiségen kívül a becslések szerint évente kb. 150 000 tonnányi nem értékesíthető illetve 85 000 tonnányi elpusztult vagy sérült gerinctelen állatot is kifognak a vízből, melyeket visszadobnak a vízbe.

## Bálnavadászat
A flamand halászok számára a bálnavadászat a 9-13. század között fontos gazdasági tevékenység volt. A középkorban főként flamand, baszk, norvég bálnavadászokat a 16. században holland, angol, dán és német bálnavadászok váltották fel. Nagy számban vadászták le a delfineket és a bálnákat, melynek során az északi simabálna csaknem teljesen kipusztult a szürke bálna valószínűleg ennek eredményeképpen tűnt el az Atlanti-óceán vizeiről. A bálnavadászat 1902-ben megszűnt. 300 év után tűnt fel ismét egy szürke bálna az Északi-tengeren valószínűleg a jégmentessé vált északnyugati átjárón keresztül érkezve. A 16 méter hosszúra is megnövő állatot a Szajna torkolatában nagy mennyiségben vadászták le. Talán még visszatérhet az egykor itteni szaporodási helyeire és a Watt-tengeren lévő táplálkozási területeire, ahol a tápanyagban gazdag üledéket felkavarva hozzájárulhat az ökoszisztéma javulásához.

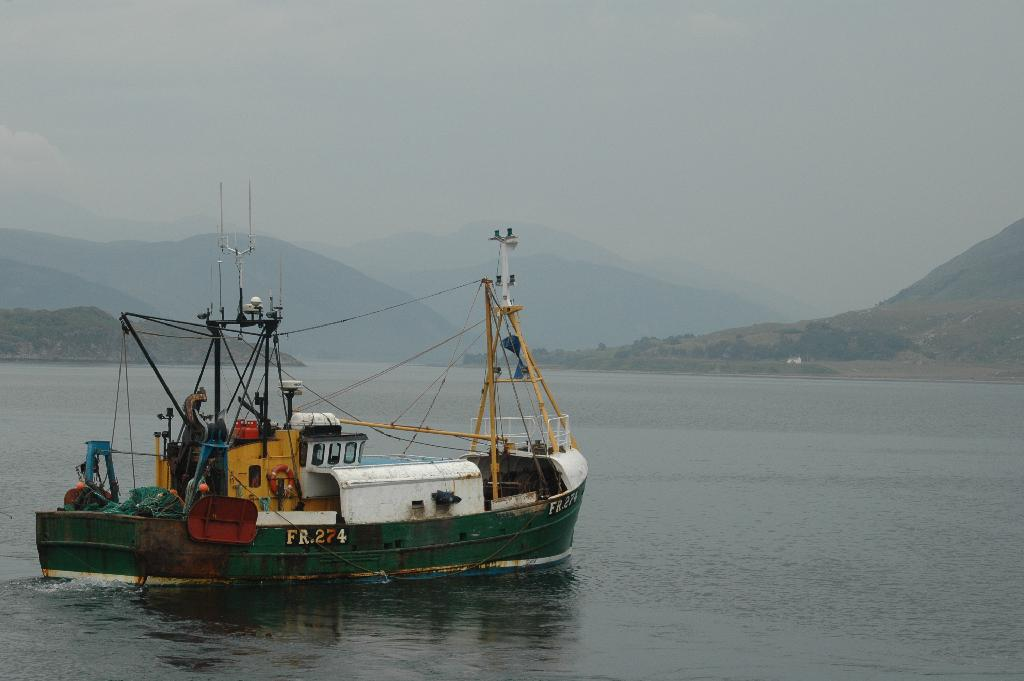
Halászhajó a skót partok előtt

A kifogott halak mintegy felét hallisztnek és halolajnak dolgozzák fel. A fontos halak közé tartozik a makréla, a tőkehal, a foltos tőkehal, a vékonybajszú tőkehal, a fekete tőkehal, a lepényhal és a nyelvhalfélék. Ezek mellett a garnélát, a homárt és a rövidfarkú rákot is halásszák. Különböző kagylófajtákat – mint a fekete kagyló, a fésűkagyló vagy az osztriga – külön tenyésztik, ezért ezeknél nem lehet hagyományos értelemben vett halászatról beszélni.
Egy ilyen sűrűn lakott és magas technikai szinten álló vidéken fennáll a túlhalászás veszélye. Bár 1983 óta az EK/EU által a halászatot kvóták által szabályozza, a tőkehal és a foltos tőkehal állománya még mindig megszenvedi azt. Csak a dán fenékhálós halászat évente 5000 disznódelfinféle pusztulását okozza.
Az 1960-as évek óta próbálkoznak a halállományokat megvédelmezni különböző szabályozásokkal, mint a halászati idő megszabása, a halászhajók száma stb. Ezeket a szabályokat azonban nem alkalmazzák rendszeresen, ezért  hatásuk alig érzékelhető. Mióta az Egyesült Királyság és Dánia részei az EK-nak, a közös halászati politikával igyekeznek a problémán úrrá lenni. Norvégia különböző egyezményeket kötött e tekintetben az EK-val.
| Ország             | 1950      | 1960      | 1970      | 1980      | 1990      | 1996      | 2002      |
| ------------------ | --------- | --------- | --------- | --------- | --------- | --------- | --------- |
| Dánia              | 96.494    | 284.527   | 528.127   | 1.806.191 | 1.328.251 | 1.284.365 | 1.249.656 |
| Norvégia           | 296.337   | 323.381   | 480.819   | 498.777   | 617.741   | 618.669   | 691.062   |
| Egyesült Királyság | 308.895   | 343.002   | 410.775   | 389.417   | 343.205   | 355.385   | 295.367   |
| Németország        | 233.481   | 305.776   | 284.685   | 90.217    | 108.990   | 63.647    | 69.836    |
| Hollandia          | 64.438    | 92.119    | 121.524   | 213.365   | 256.597   | 140.765   | 146.835   |
| Szovjetunió        | 89.269    | 352.857   | 429.182   | 7.181     | 1         | 0         | 0         |
| Franciaország      | 79.751    | 149.769   | 202.948   | 100.861   | 64.860    | 35.262    | 55.379    |
| Svédország         | 43.680    | 71.899    | 124.790   | 86.465    | 116.695   | 72.863    | 131.991   |
| Feröer             | 38.630    | 17.111    | 63.725    | 71.540    | 23.292    | 27.572    | 0         |
| Izland             | 0         | 50.065    | 21.111    | 523       | 0         | 8         | 4.668     |
| Belgium            | 28.036    | 30.094    | 26.547    | 32.065    | 26.889    | 18.880    | 14.657    |
| Összesen           | 1.286.230 | 2.120.137 | 2.807.950 | 3.306.127 | 2.893.422 | 2.643.719 | 2.687.299 |

az adatok a FAO-tól (Élelmezésügyi és Mezőgazdasági Világszervezet) származnak. Benne foglaltatnak a Skagerrak és a Kattegat vizei is.

## Kereskedelmi hajózás, kikötők

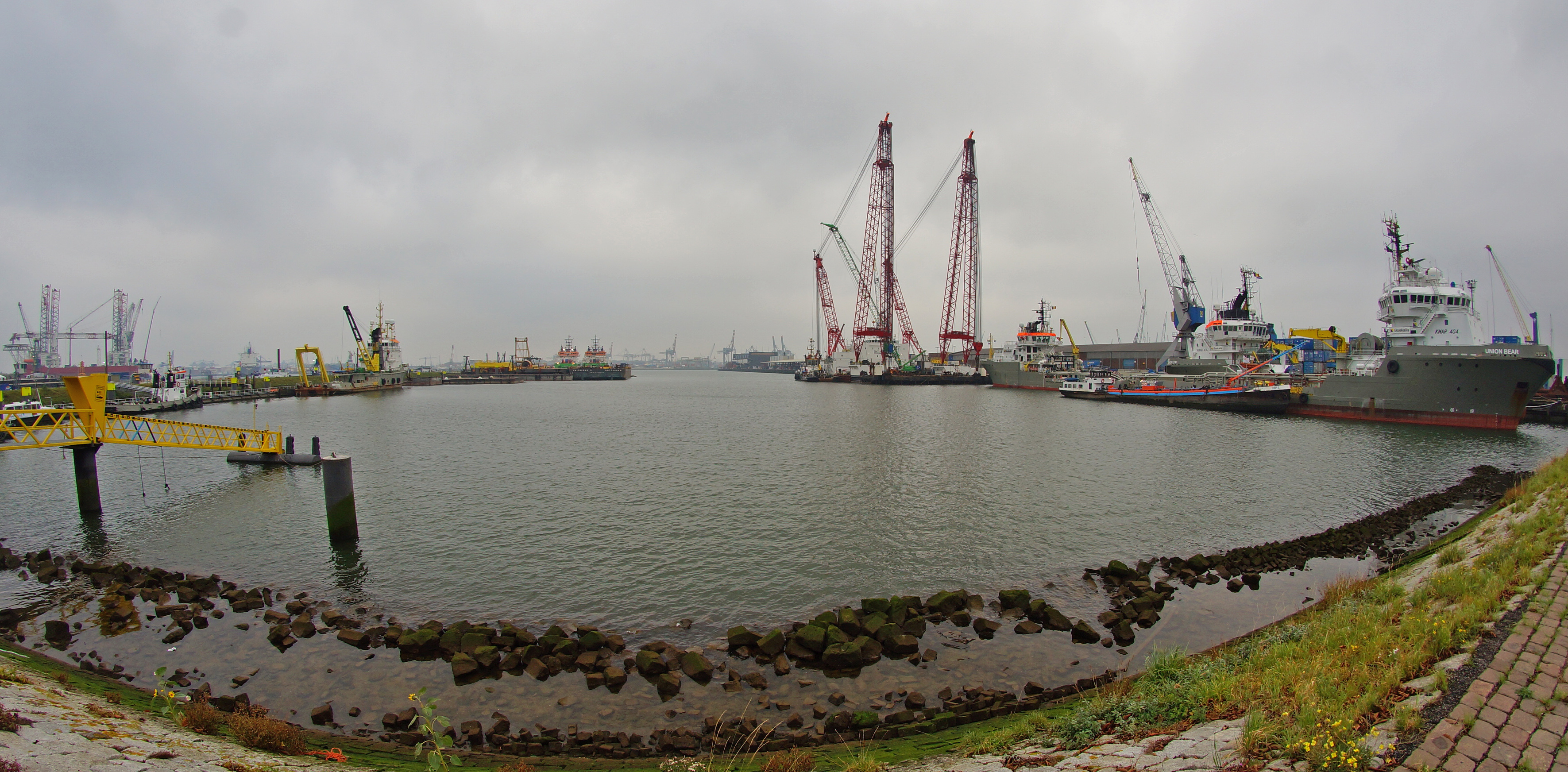
Az Europoort Waalhavenben (Rotterdam)

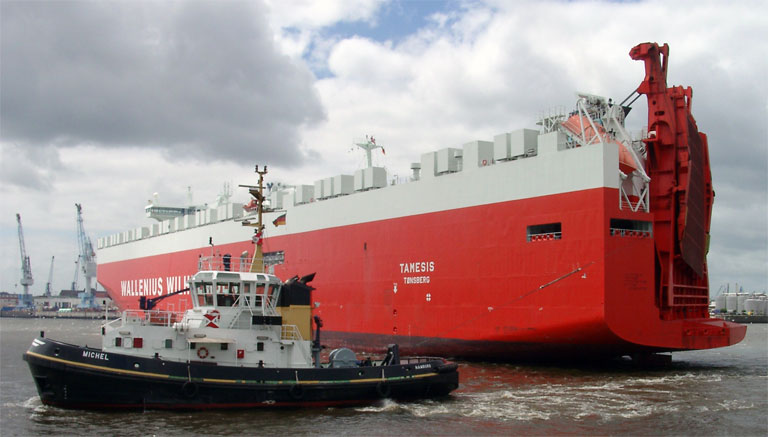
A Tamesis RoRo-komphajót fordítja irányba egy vontatóhajó az Elbán Hamburgnál

Az Északi-tengerbe tartó folyók vonzáskörzetében mintegy 160 millió ember él kb. 850 000 km² -en. Ezek a folyók vízgyűjtő területe kiterjed Nyugat-Európa nagy részére: Franciaország egynegyedére, Németország háromnegyedére, csaknem Svájc és Nagy-Britannia egészére, a Jütland-félsziget felére, Hollandia és Belgium egészére, Norvégia déli részére valamint Ausztria kisebb vidékeire. Ebben a térségben összpontosul a világ ipari termelésének 15%-a.
Európa legnagyobb kikötői az Északi-tenger partján találhatók. A hajóforgalom főleg hat nagy kikötőre koncentrálódik, a kisebb regionális kikötők veszítettek jelentőségükből. A konténerforgalom a négy legnagyobb kikötőben (Rotterdam, Antwerpen, Hamburg és Bréma/Bremerhaven) 1991 és 2000 között kétharmadával nőtt. Messze a legnagyobb és a legjelentősebb kikötő Rotterdam. A helyiek megfogalmazása szerint a kikötő mögött található egész Európa. Konténerhajók heti rendszerességgel érkeznek ide a világ 140 városából. Skandináviát és a balti területeket főként Bremerhavenen és Hamburgon keresztül érik el a szállítmányok.
Az Északi-tengeren az 1990-es években a világ hajóforgalmának 27,5%-a haladt át és ez az arány növekvő tendenciát mutatott. Nagy része ennek a tenger déli részén koncentrálódott, ennek is nagyobb része a La Manche és az Elba torkolata közötti részre. A 60-as évek vége óta folyosók rendszerét jelölték ki a hajóforgalom biztonságosabbá és zökkenőmentesebbé tétele érdekében. Mélyvízi utakat is külön kijelölnek és az akadályozó hajóforgalmat is elkülönítik. A legfontosabb mélyvízi hajóútvonalak a Doveri-szorostól a Német-öbölig tartanak. A nagyobb kikötők saját megközelítési útvonalakkal rendelkeznek. Szükség esetén (mikor üledék rakódik le a hajózható utakon) a kotróhajók visszaállítják a kívánt vízmélységet.
Az Északi-tenger sűrűn hajózott vizei számos veszélyt rejtenek a hajósok számára. A tavaszi és őszi vihardagályok idején keletkező hullámtarajok és erős hullámverések sok hajótörést okoznak, melyeket a korábbi időkben a parton gyűjtögetők fosztogattak ki rendszeresen.

## Turizmus

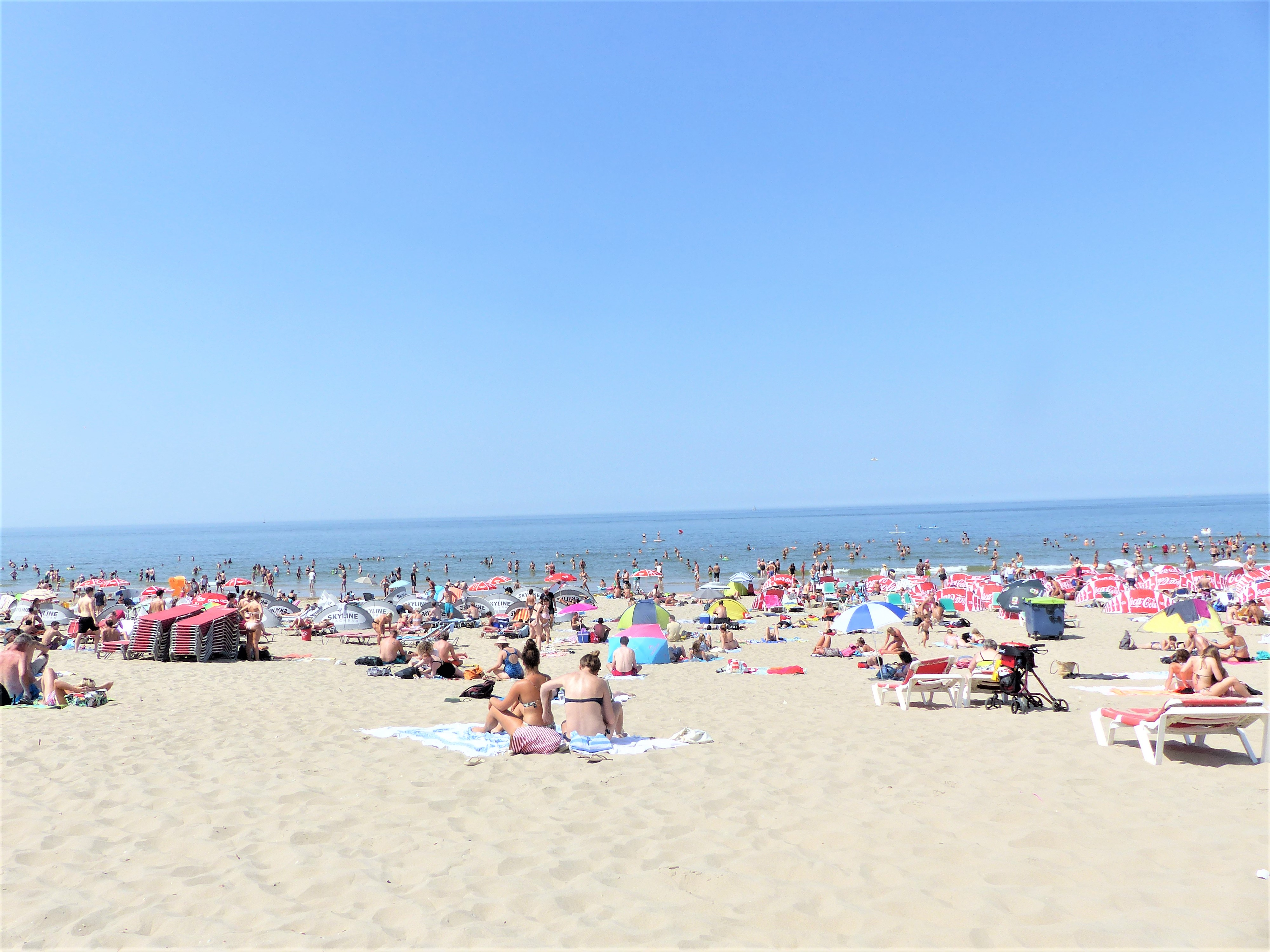
Zandvoort aan Zee partja az Északi-tengernél

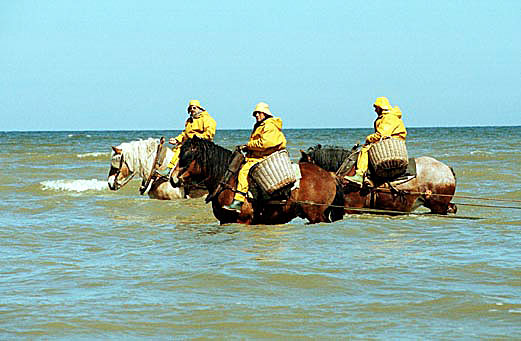
Lovas rákhalászat Oostduinkerke an Zee mellett Belgiumban

Turisztikai szempontból a belga, a holland, a német és a dán tengerpartot hasznosítják a leginkább. Nagy-Britanniában csak néhány turistahely található az Északi-tenger partján, mivel ott inkább a La Manche partja vonzza a turistákat.
A vitorlázás és a szörfvitorlázás a rendszeres szelek miatt kedvelt vízisportoknak számítanak. Az Északi-tenger az erős árapály-jelenség és a partközeli számos sekély szakasz miatt jóval nehezebben hajózható a Balti-tengernél vagy a Földközi-tengernél, ezért itt jóval kevesebb a vitorlások száma. 
A Fríz-szigetek és a halligok árapálysíkságaira kirándulásokat szerveznek, helyenként roncsokhoz való búvár merüléseket is (pl. Scapa Flow).
Egyes területek különleges klimatikus viszonyai különösen jó hatással vannak az emberi szervezetre. Már a 19. századi utazók is a gyógyulásukra szánták az itt eltöltött időt. A levegő, a hőmérséklet, a víz, a szél és a napfény serkentik a vérkeringést és a szervezet ellenálló képességét és különösen a bőrre és a légutakra vannak jó hatással. A thalasso-terápia során a klimatikai adottságok mellett a tengervizet, iszapot, sósvizet, algákat és tengeri sót is alkalmazzák gyógyászati céllal.
Németországban az 1990-es évekig hajóutakat szerveztek a nyílt tengerre, ahol az utazók a felségvizeken kívül vámmentesen vásárolhattak be.

## Történelem

### Elnevezések
Klaudiosz Ptolemaiosz 2. évszázadból származó Geographike Hyphegesis című atlasza az Északi-tengert Germanikòs Ōkeanós (Γερμανικὸς Ὠκεανός) névvel illeti. Ez a név Oceanus Germanicus avagy Mare Germanicum fordításban került át a latinba, onnan pedig az angolba (German Sea) és a németbe (Deutsches Meer). Az igazolhatóan a késő középkorban használt nordermeer és nortmer megjelöléseket a 17. századtól kezdődően váltotta fel az Északi-tenger megnevezés (a holland Noordzee után). A holland nyelvben ugyanis az Északi-tenger a Déli-tenger (Zuiderzee) ellentétpárjaként jelölte meg. A hanza kereskedői által használt térképek révén lassanként ez a megnevezés honosodott meg (német Nordsee, angol North Sea, francia Mer du Nord) szerte Európában.
Emellett hosszú ideig használatban volt még a Fríz-tenger (Mare Frisicum) és a Nyugati-tenger (Westmeer) megjelölés is. Utóbbi a dán nyelvben (Vesterhav) a Nordsø mellett még mindig használatban van. Skót nyelven használt alakja German Ocean, a skót gael nyelven pedig An Cuan a Tuath.

az Északi-tenger megnevezései történelmi térképeken
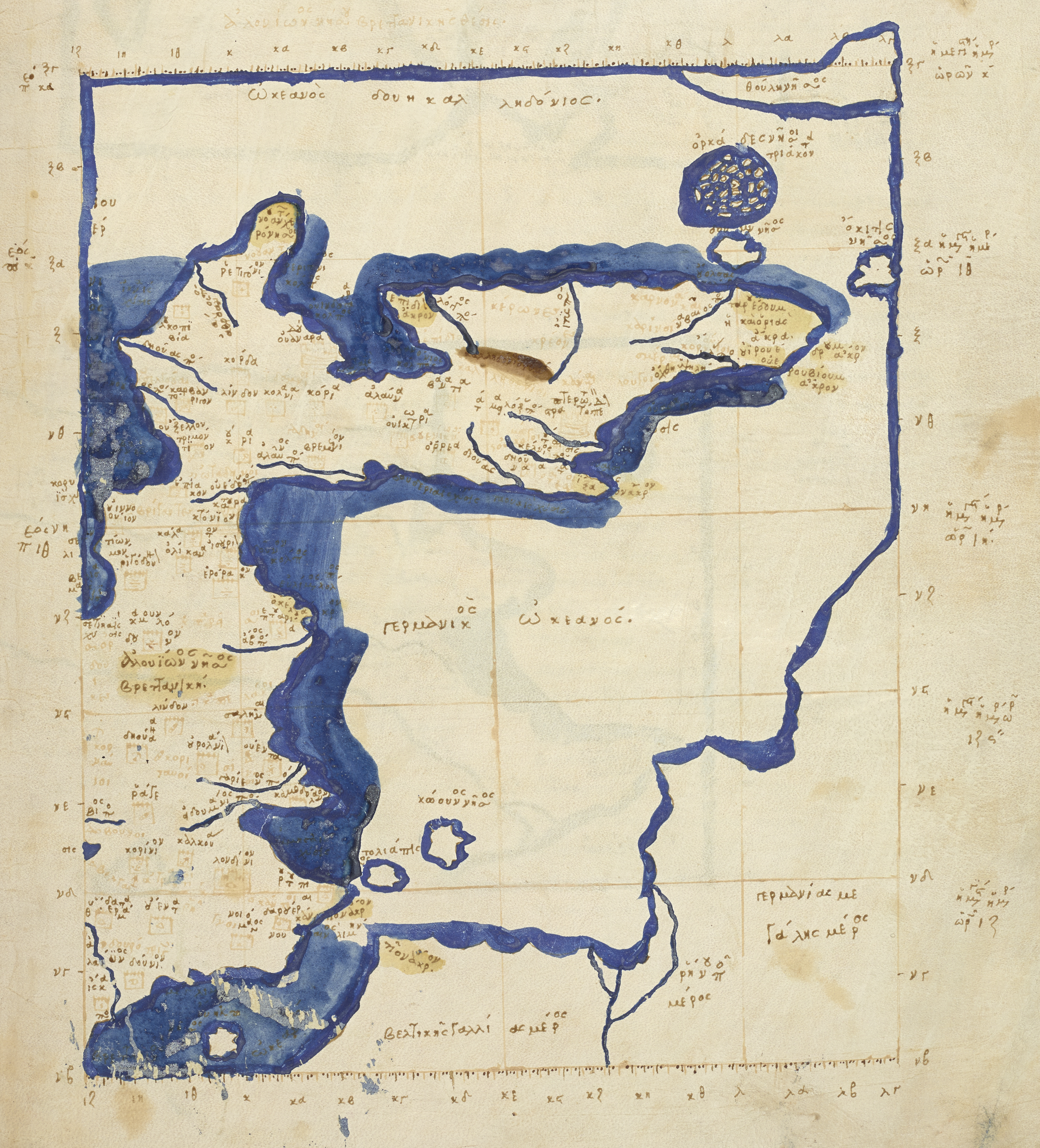
Klaudiosz Ptolemaiosz térképe (c. 1375–1425) Γερμανικός Ὠκεανός, Germanikós Ōkeanós
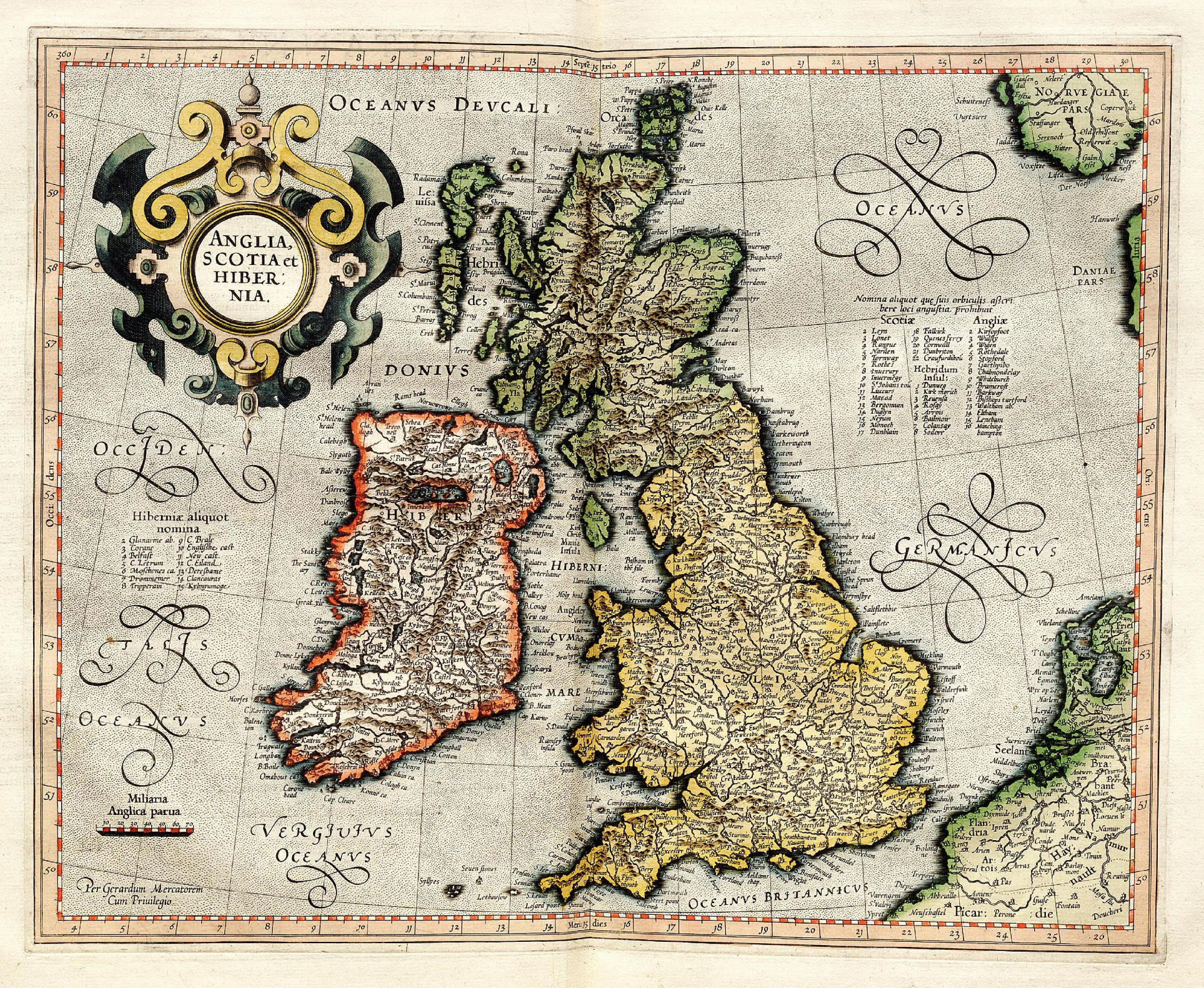
Gerardus Mercator térképe, 1596: Oceanus Germanicus
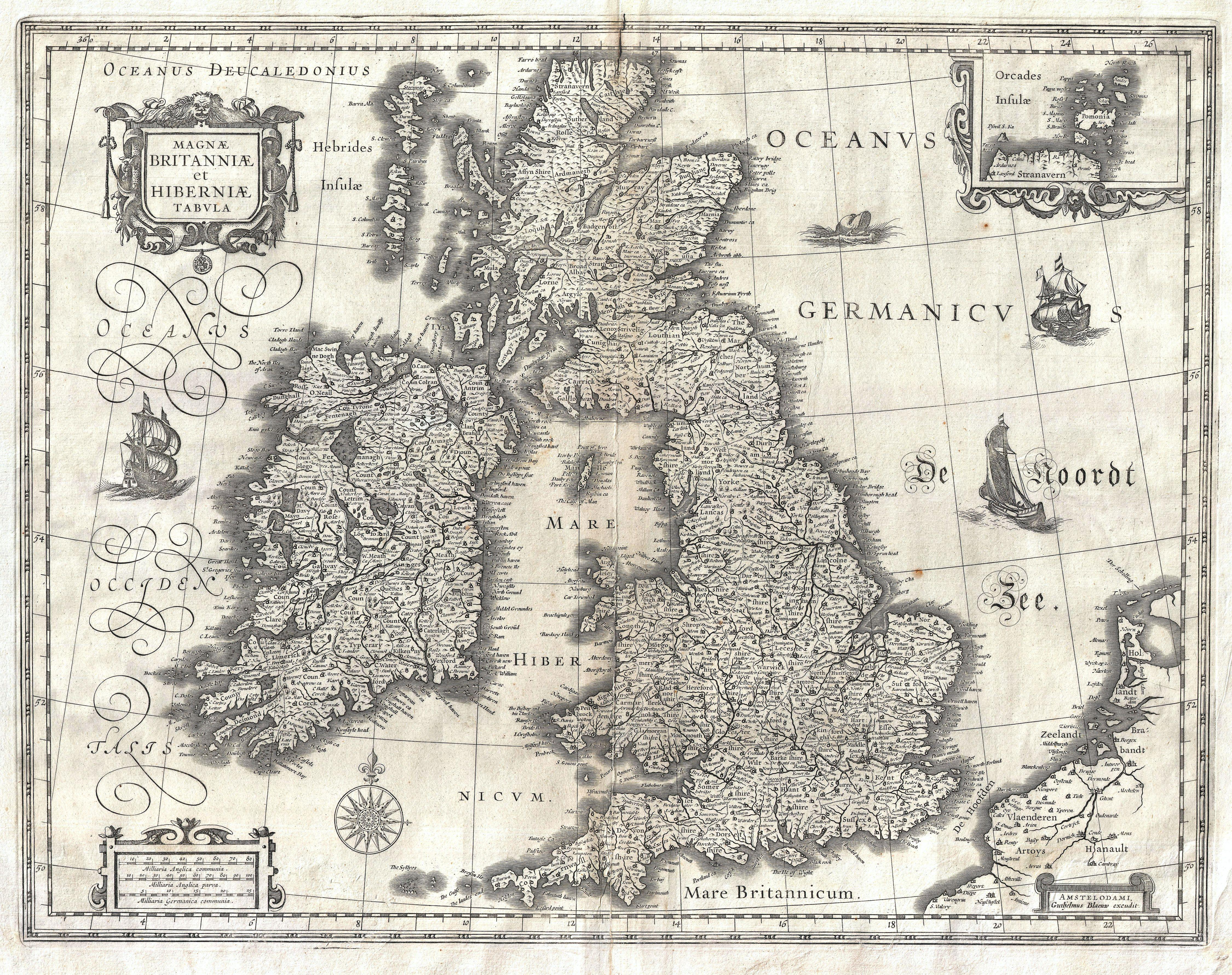
Willem Blaeu atlasza, 1631: Oceanus Germanicus avagy De Noordt Zee
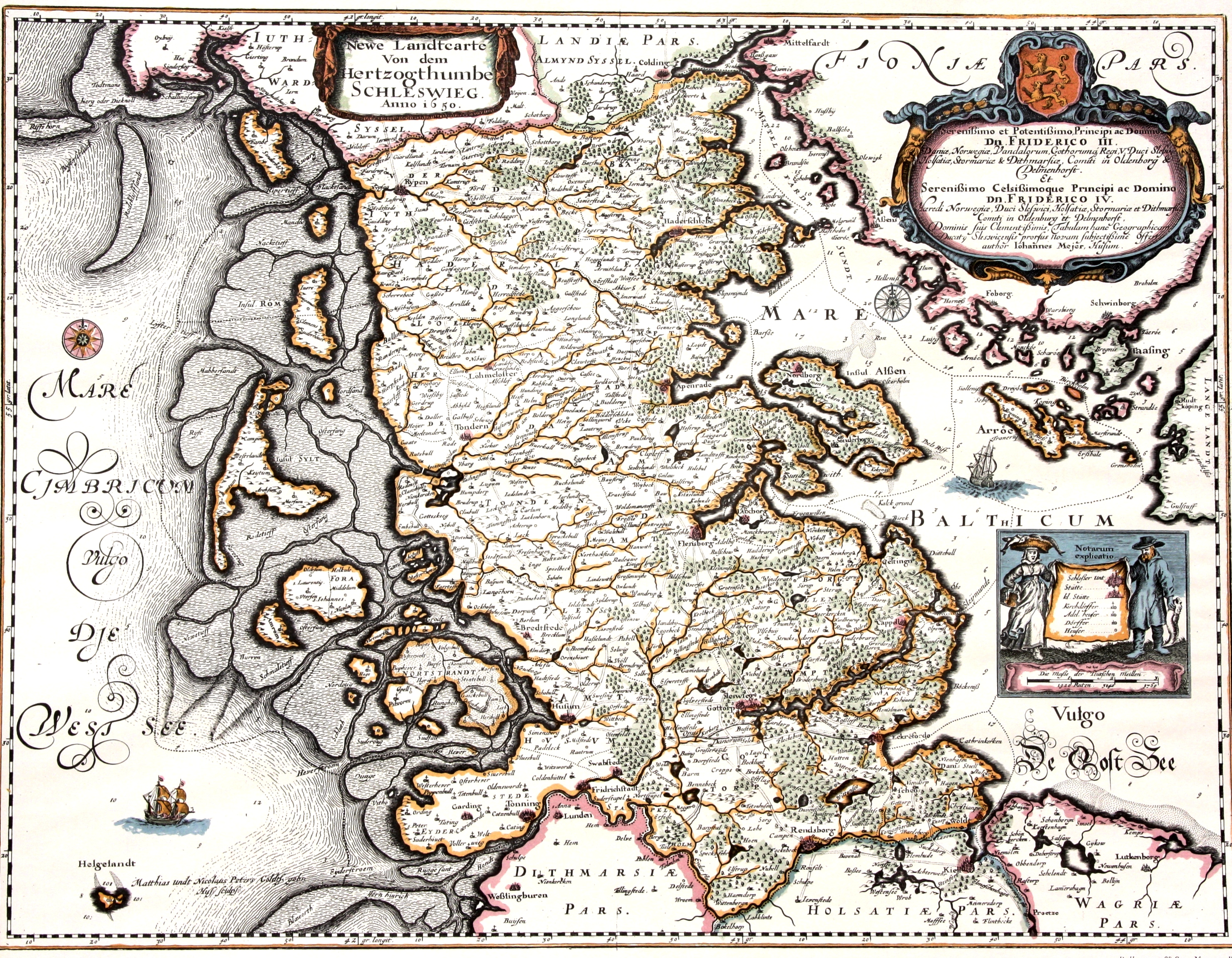
A schleswigi hercegség térképe1650: Mare Cimbricum (Kimber tenger) avagy Westsee
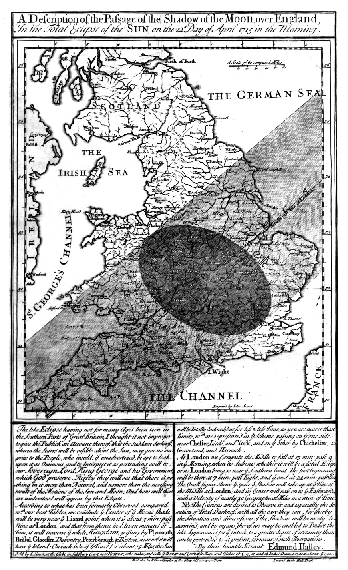
Edmond Halley 1715-ös napfogyatkozást ábrázoló térképén : "The German Sea" megjelölés szerepel
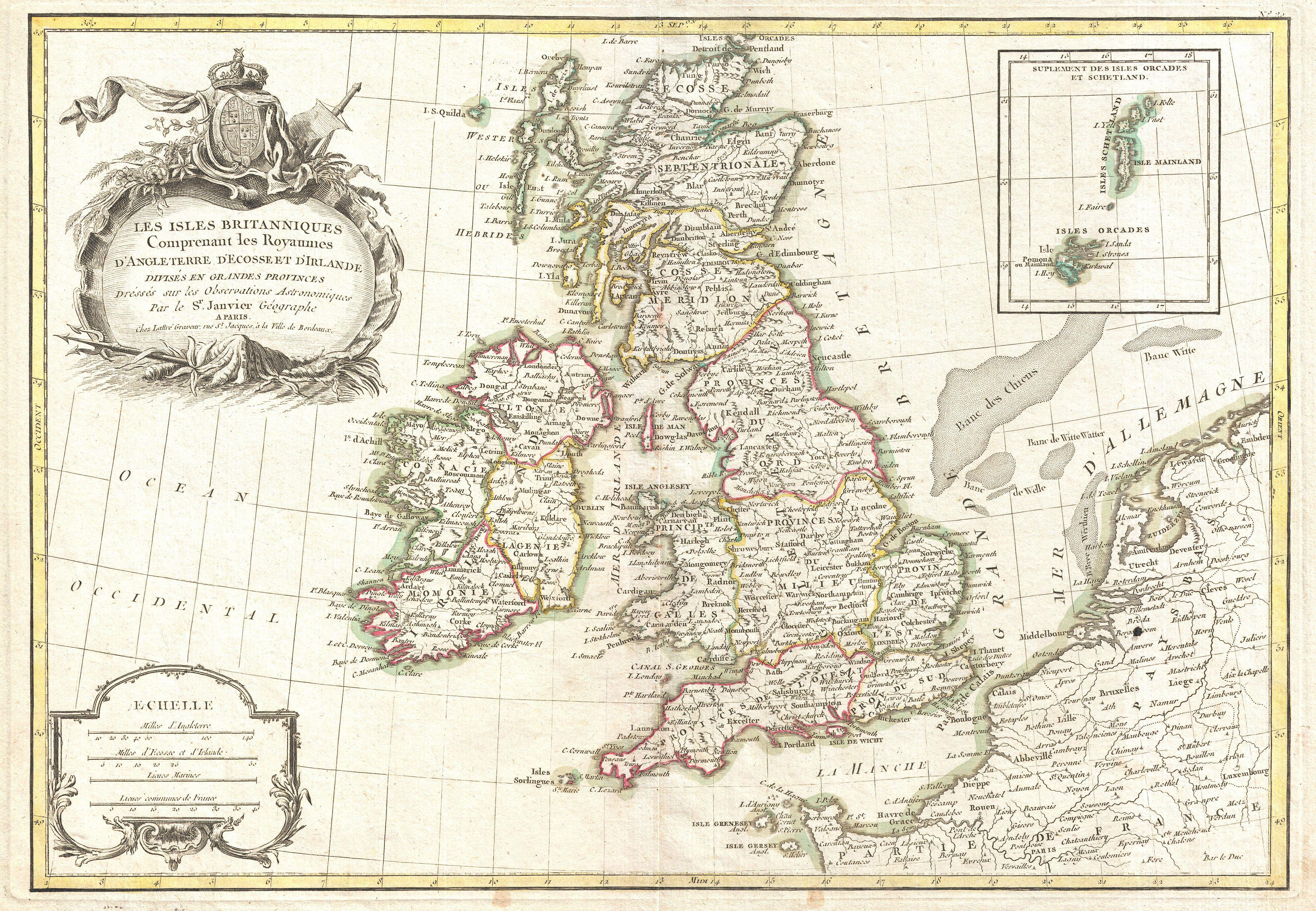
Francia térkép, 1771: Mer d’Allemagne (Német-tenger)
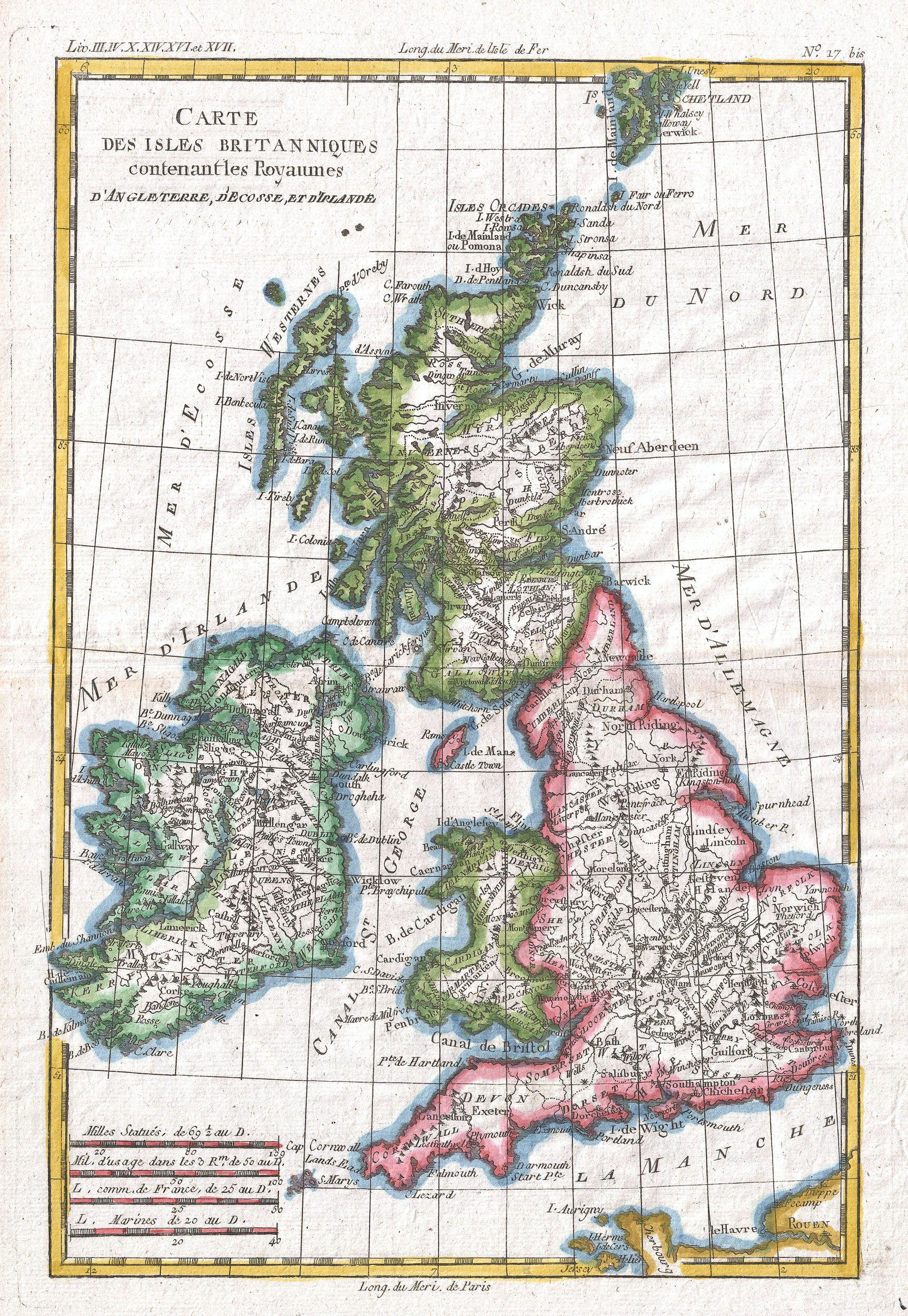
Francia térkép, 1780: Mer du Nord (Északi-tenger) megjelőlés az északi területére, Mer d’Allemagne (Német tenger) a déli területének megjelölésére

## Az Északi-tenger mint útvonal Britanniába
A történelmi feljegyzésekben először a rómaiak használják az Északi-tengert rendszeresen utazásaikhoz. Julius Caesar Kr. e. 55-54-ben tört be Britanniába. Kr. e. 12-ben Nero Claudius Drusus egy több mint 1000 hajóból álló flottát építtetett és ezekkel a Rajnáról kihajózott az Északi-tengerre. A rómaiak számbeli, taktikai és technikai fölényével szemben a frízek és a chaucusok nem sokat tehettek. Mikor a rómaiak a Weser és az Ems torkolatához érkeztek az itteni törzsek kénytelenek voltak megadni magukat.
Tiberius idején Kr. e. 5-ben a rómaiak egészen az Elbáig hajóztak. Plinius leírása szerint a római kötelékek Helgoland mellett elhaladva Dánia északkeleti partjáig eljutottak.
Britannia Aulus Plautius (Kr. u. 43) általi meghódítása után rendszeres hajóforgalom indult meg Gallia és Britannia között. A rómaiak uralma Britanniában 350 évig tartott és a légiók visszavonulásával ért véget 400 körül.

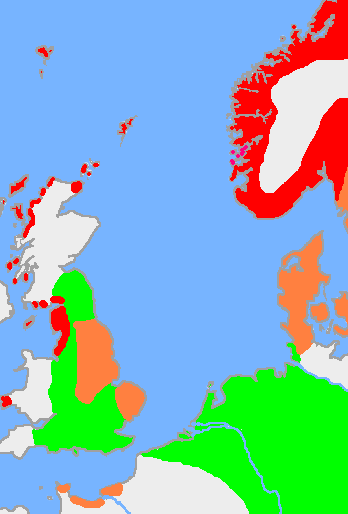
Az óészaki nyelvek területi megoszlása 900 körül – jól kivehető a kelet–nyugati irány a Brit-szigeteken is

Az így létrejövő hatalmi vákuumot a mai Észak-Németország és Dánia területén élő szászok, angolok (anglik) és jütök egy nagy csoportja használta ki. A római uralom végén már zsoldosként alkalmazták itt őket, majd a népvándorlás évszázadai során nagy számban keltek át Britanniába és telepedtek le a mai Anglia déli és keleti felén, melynek során az ott élő keltákat Skócia és Wales területére szorították vissza.
A 7. század körül vándoroltak a mai Hollandia területéről a frízek az Északi-Fríz-szigetekhez tartozó Sylt, Amrum és Föhr szigeteire. Egy második, 11. századi bevándorlási hullám során a Jütland-félsziget déli részén az Eider és a Vidå folyók között is megtelepedtek. Az észak-fríz szálláshelyek területe teszi ki ma Nordfriesland járás nagyobb részét Schleswig-Holstein tartományban.
A következő nagy északi-tengeri népvándorlási hullám során jórészt a mai Dánia és Norvégia területéről érkeztek normannok a Brit-szigetekre. Lindisfarne kolostorának 793-as kifosztásával kezdődtek a vikingek rabló hadjáratai, akik a következő száz évben kalózkodtak és vezettek rablóhadjáratokat. Megtámadták a tengerpart közeli kolostorokat, tanyákat, városokat és a folyókon felhajózva behatoltak a mélyebb szárazföldi területekre is. Az angolszász krónika szerint 851-től kezdődően a vikingek meg is telepedtek már a szigeteken. A Skandináviából való betelepülés egészen 1050-ig folytatódott.
A wessexi Nagy Alfréd volt az első szász király, aki a vikingeknek ellen tudott állni miután saját flottát volt képes felállítani. A területet meg tudta szabadítani a dánoktól és őt tekintik az első angol királynak. Míg a britanniai angolszászokat a tenger teljesen elszigetelte az európai germán törzsektől, addig a skandinávok folyamatos kapcsolatban álltak óhazájukkal. Így a Brit-szigetek nagyobb része és a tenger északi része szilárdan a skandináv királyok uralma alatt állt.
Hardiknut volt az utolsó dán-brit király, akinek halála után a belső konfliktusok következtében az északi-tengeri birodalom széthullott. Ezt követően az Északi-tenger veszített jelentőségéből. A Normandiából érkező Hódító Vilmos támadása után a Brit-szigetek figyelme a keresztes hadjáratok révén a többi nyugat-európai országéhoz hasonlóan a Földközi-tenger és a Közel-Kelet felé fordult.
Észak-Németország és Skandinávia ezzel szemben a Balti-tenger irányában építette a kapcsolatait a külvilággal, itt élte virágkorát a Hanza-szövetség. Az Északi-tenger egyetlen jelentős kereskedelmi útvonala a Német-öblön át vezetett Flandriából a Hanza-városok kikötőibe.

## A Hanza

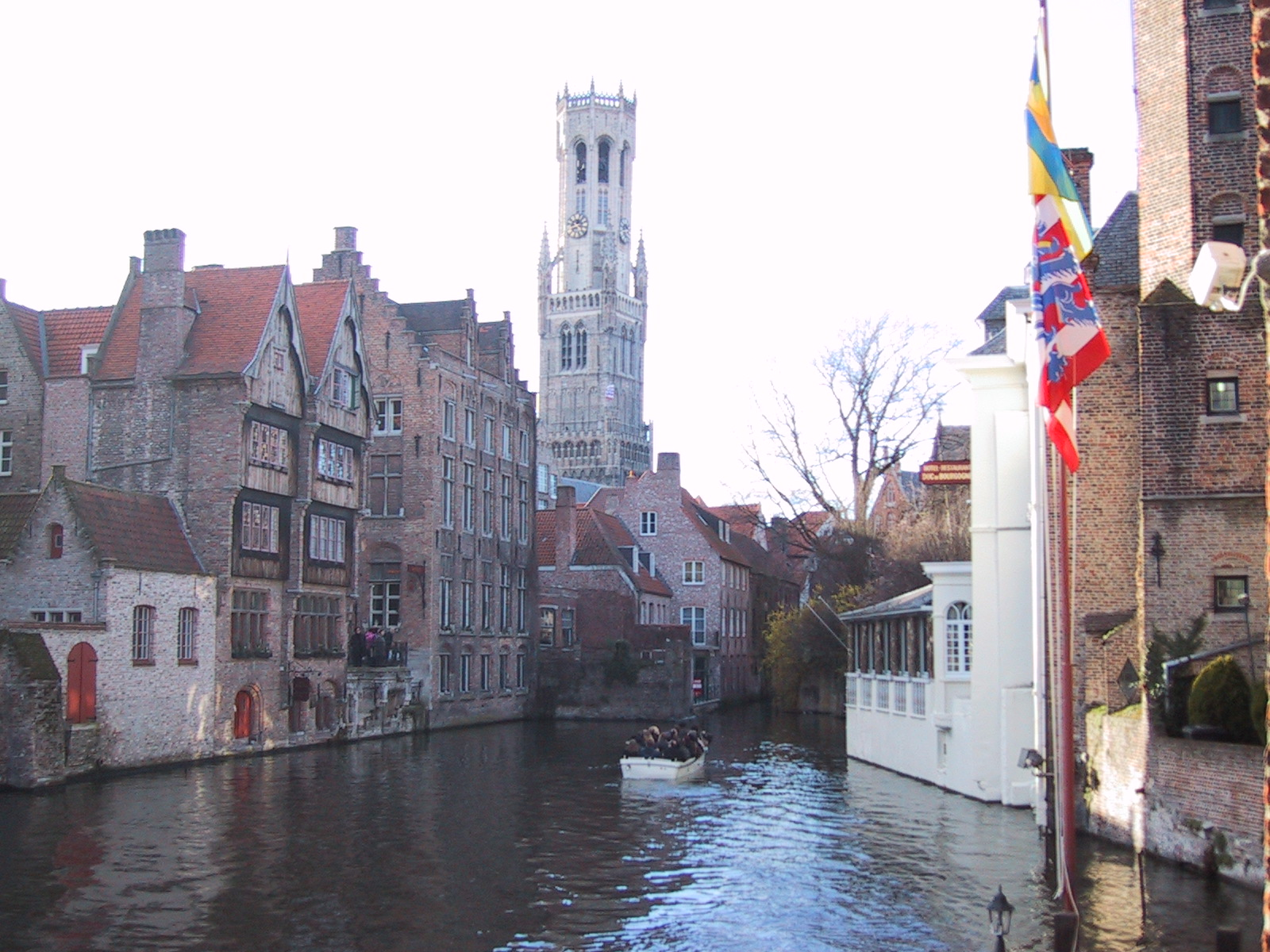
Csatorna Bruggéban

A Hanza súlypontja a Balti-tenger térségében volt, de jelentős lerakatai voltak a norvégiai Bergenben, Londonban és a flandriai Bruges-ben (Brugge).
Brugge felemelkedését az Északi-tenger ezen részén korántsem szokatlan módon egy vihardagály idézte elő, amely 1134-ben mély árkot (a Zwint) vájt az öbölbe és ez lehetővé tette nagyobb kereskedelmi hajók kikötését is. Bruges és London között élénk kereskedelmi kapcsolat jött létre, mely elsősorban az angol gyapoton és a flandriai szöveten alapult.
A 13. századtól kezdődően német kereskedők rendszeresen utaztak Bruggébe és Londonba és kereskedelmi útvonalak épültek ki ezekbe a városokba. Brugge volt a nyugati végpontja a kelet-nyugati irányú kereskedelemnek, míg a keleti az orosz területeken lévő Novgorod Peterhof nevű lerakata volt. A hanza hajói rendszeres kapcsolatban álltak Franciaországgal, Itáliával, Spanyolországgal és Hollandiával.
A hollandok gazdasági egyenjogúságát már 1441-ben el kellett ismernie a Hanzának, miután Antwerpen révén Brugge egy jelentős riválist kapott. Emellett a hollandok Dániával kötött szövetségük révén az Északi- és Balti-tenger közti szorosokat (Skagerrak és Kattegat) együtt ellenőrizték. A hollandok a dániai grófok harcából győztesen kikerülve a hanza kereskedelmi területein terjeszkedtek és saját balti-tengeri kereskedelmet folytattak.

## Hollandia fénykora

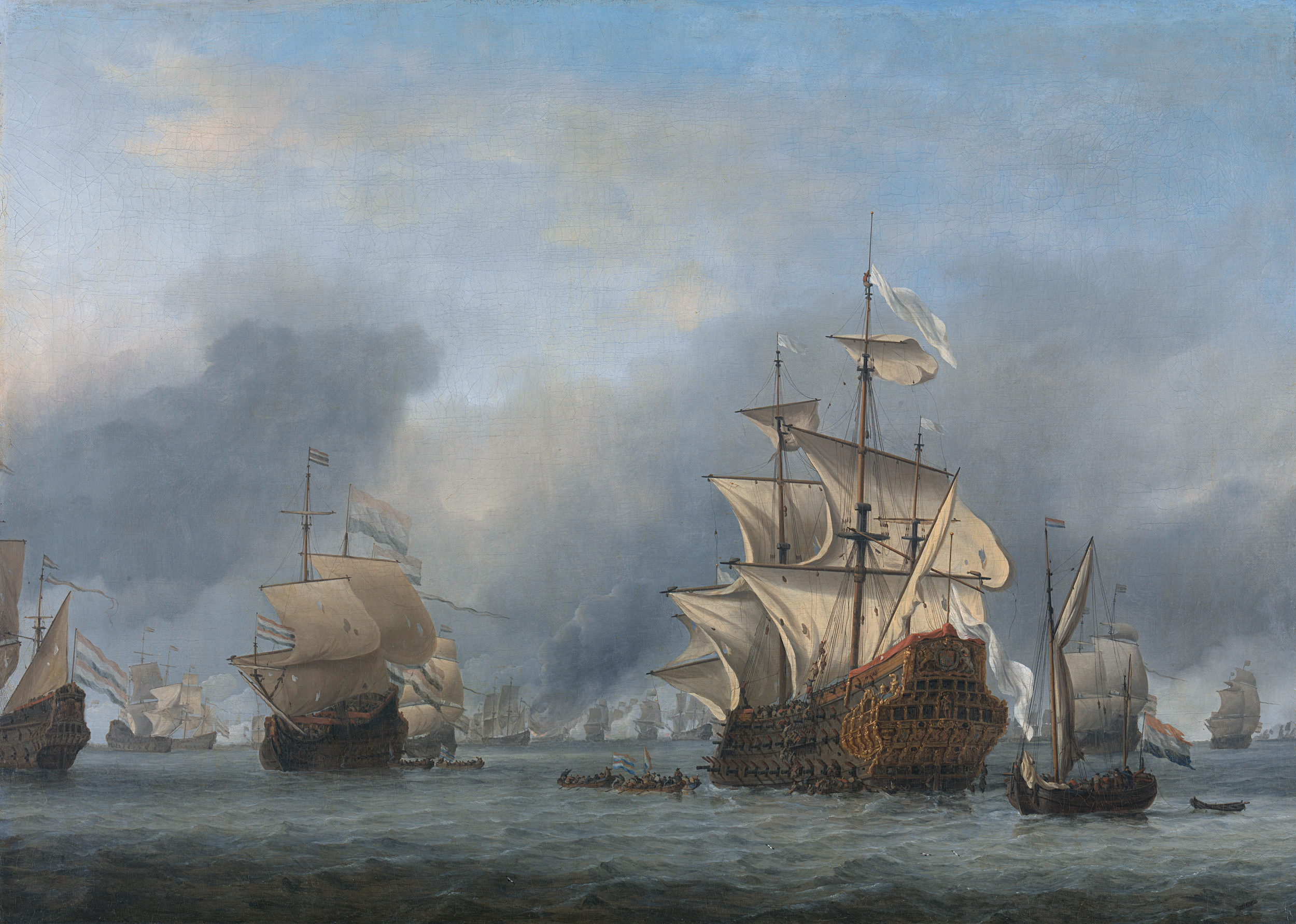
Willem van de Welde festménye az 1666-os négynapos csatáról

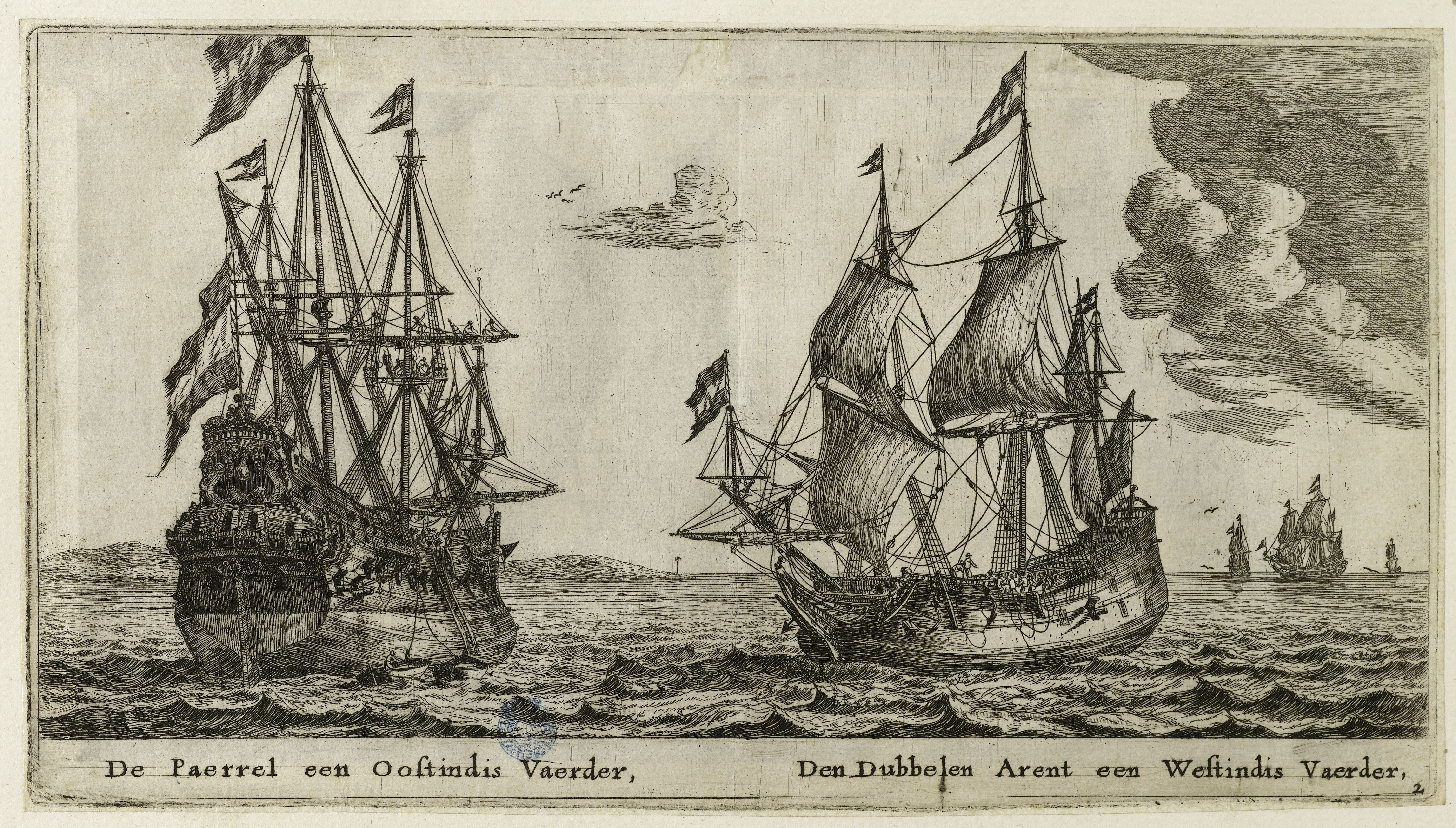
A Nyugat- és a Kelet-Indiák holland hajói 1650 körül

Németalföld a 16. században a világ legjelentősebb kereskedelmi hatalmává nőtte ki magát. Ehhez először az Északi-tenger felett kellett megszerezniük az uralmat.
A németalföldi szabadságharc alatt kezdtek hozzá a hollandok nagy volumenű tengeri kereskedelmük kiépítésébe. A Spitzbergák környékén bálnára vadásztak, kereskedtek fűszerekkel Indiában és Indonéziában, gyarmatokat alapítottak Dél-Amerikában, Észak-Amerikában (Nieuw Nederland), Dél-Afrikában és a Karib-szigeteken. A kereskedelem révén a 17. századra hatalmas vagyont halmoztak fel, ez volt Hollandia aranykora ("de gouden eeuw").
Anglia 1651-ben kibocsátott hajózási törvénye sértette a hollandok kereskedelmi érdekeit és a következő évben emiatt kitört az első angol-holland háború. A konfliktust 1654-ben a westminsteri béke zárta le, melyben Hollandia elismerte a törvény hatályosságát.
Az angolok 1665-ben ismét hadat üzentek Hollandiának, ezzel megkezdődött a második angol-holland háború. Francia támogatással a hollandok kerekedtek felül. Miután Michiel de Ruyter tengernagy a Temzén tönkreverte az angol flottát a hollandok és az angolok 1667-ben Bredában békét kötöttek. Ennek értelmében az angolok megtarthatták a hollandoktól elfoglalt észak-amerikai területeket (a mai New York City területét), ellenben a hollandok megkapták Suriname-ot. A hajózási törvényt is a hollandok érdekeinek megfelelően módosították.
Az 1672-es év a katasztrófa éveként (Rampjaar) ismert Hollandiában: Anglia, majd Franciaország, Münster és Köln is hadat üzent a nekik. A franciák, a kölniek és a münsteriek szárazföldön masíroztak be a köztársaság területére, miközben az angolok partraszállását épp csak meg tudták akadályozni.
A hollandok az Északi-tenger déli részét tették meg hátországuknak: Schleswig-Holstein területén még mindig megtalálhatók a betelepülők hagyatékai és a kereskedelmi javai. Magukkal hozták a gátépítés és lecsapolás terén szerzett technikai tudásukat. A hollandok nagy hatással voltak a házépítési és a mezőgazdasági módszerekre és ezáltal Schleswig-Holstein tengerparti területei nagy gazdagságra tettek szert. A partmenti vidékek számos lakója szerződött holland hajókra, akik közül az Észak-Fríz-szigetek bálnavadászai a legismertebbek.
Hollandia végül sikeresen védte meg magát a tengeren és Orániai Vilmos angol trónra lépésével a két nagy rivális tengeri hatalom unióra lépett egymással. Uralkodása alatt a gazdasági, katonai és politikai súlypont áttevődött Amszterdamból Londonba.

## Anglia tengeri hatalma
Anglia felemelkedése 1588-ban kezdődött, mikor a spanyol armada inváziós próbálkozása kudarcba fulladt a Francis Drake vezette angol flotta kiváló taktikája és a kedvezőtlen időjárás következtében. Az angol flotta több vesztes háborút vívott a hollandok ellen, de a velük kötött perszonálunió révén a 17. század végére megszerezte a világtengerek feletti uralmat. A brit gyarmatbirodalom kiépítését csak az tette lehetővé, hogy haditengerészetük korlátlan ura volt az Északi-tengernek. Ez ellen sokáig csak Bonaparte Napóleon próbálkozott fellépni, de a Horatio Nelson tengernagy által megnyert trafalgari csata egy évszázadra biztosította a brit tengeri uralmat. A csatát követően bevezették a kontinentális zárlatot, mellyel Nagy-Britanniát a kontinensről érkező importtól próbálták elvágni.

## Első világháború
E konfliktus során az Északi-tenger partján lévő két ország hadiflottája állt szemben egymással: a Német Császári Haditengerészet és a Brit Királyi Haditengerészet. Nagy-Britannia a német partoktól távol, az Északi-tenger északi részén állította fel a blokádot, valamint lezárták a La Manche-ot. Ennek célja Németország elvágása volt a tengerentúlról érkező hadi célokra hasznosítható anyagoktól. Azonban ebbe belevették az élelmiszereket is, ami sértette a nemzetközi megállapodásokat és számos állam tiltakozását vonta magával. Helgoland erős partvédelme révén a németek számára csak a Német-öböl volt biztosítva.
A háború első tengeri csatáját 1914. augusztus 28-án vívták Helgoland közelében és a britek győzelmét hozta. A német flotta több angol partok elleni támadása nem hozta meg a várt eredményeket, ellenben 1914. szeptember 22-én az U-9 jelű tengeralattjáró Hoek van Hollandtól 50 km-re északra három brit cirkálót süllyesztett el rövid idő alatt.
1914 novemberében a britek az egész Északi-tengert háborús övezetté nyilvánították és jelentős részét elaknásították. Nagy-Britannia ettől kezdve már a semleges zászló alatt haladó hajókat is előzetes figyelmeztetés nélkül támadhatta.
A doggerbanki csatában (1915. január. 24.) a németek egy cirkálót veszítettek. Ekkorra a britek orosz szövetségeseik révén már megszerezték a német rádióforgalom kódkönyveit, ami döntően befolyásolta a tengeri hadszíntér eseményeinek alakulását, mivel minden német támadási szándékról időben tudomást szereztek. Az angol blokádra válaszul a németek az év február 4-én meghirdették a korlátlan tengeralattjáró-háborút, ami azt jelentette, hogy az antant hajói mellett semleges hajókat is megtámadhattak. A nemzetközi nyomás hatására 1916 elején felhagytak ezzel, és korlátozott formában folytatták. Ennek oka az is volt, hogy a haditengerészet új vezetése ismét a nagy felszíni hadihajók révén próbálta a döntést kicsikarni.

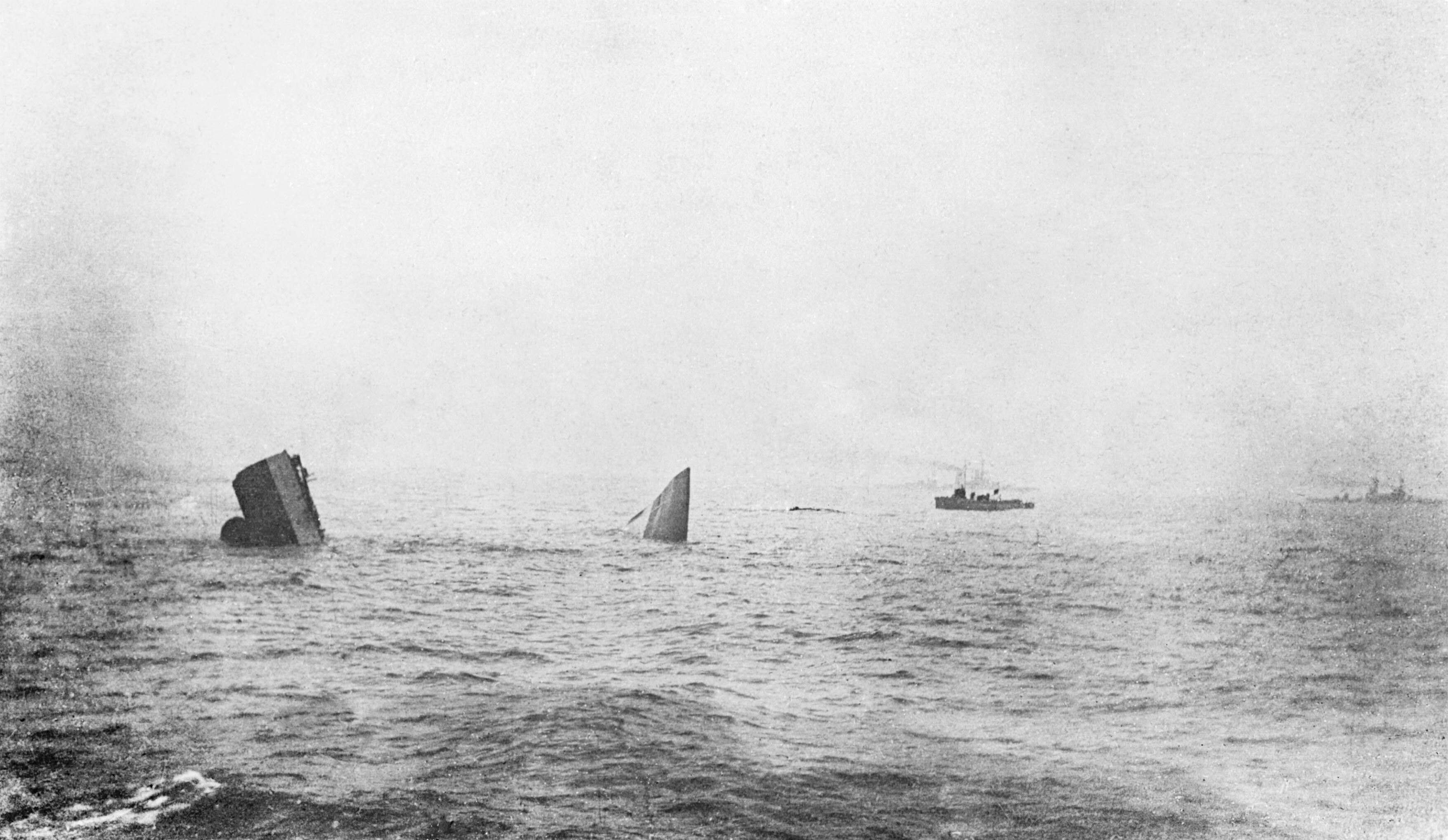
A skagerraki csatában kettétört Invincible orra és tatja mered még ki a tengerből, mivel a sekély víz iszapjába fúródott az alámerült része

1916. május 31-én és június 1-én került sor a skagerraki csatára, az első világháború legnagyobb tengeri csatájára, mely a részt vett hajók számát tekintve (összesen 250 egység) a történelem legnagyobb tengeri összecsapásának számít. A német flotta főerői (Hochseeflotte) a norvég partok közelében próbált rajtaütni az ott járőröző brit cirkálórajokon, de a támadás időpontjáról a britek is értesültek (erejéről valamint helyéről nem) és a német kötelékek megsemmisítésére ők is kiküldték főerőiket (a Grand Fleetet). A tulajdonképpen véletlenül kialakuló csatában (a britek is a norvég partok felé vették az irányt) a németeknek sikerült kitörniük a felállított csapdából, ráadásul nagyobb veszteségeket okoztak a másfélszeres túlerőben lévő briteknek (99 német hajó volt bevetésen 151 brit ellen). A kikötőkbe 11 német és 14 brit hadihajó nem tért vissza, 2551 német és 6094 brit tengerész veszítette életét. Hajótérben a német veszteség 63 300 tonna, a briteké 113 300 tonna volt, a mérvadó nagy hadihajók közül a németek egyet, míg a britek hármat is elveszítettek.
A biztató eredmények után a németek több előretörést is megkíséreltek a csata után az angol partok irányába hasonló stratégiai elképzelésekkel, de a britek mindig teljes flottájukat felvonultatva hajóztak ki eléjük. Mindkét flotta kerülte az összecsapást a súlyos veszteségektől tartva és kellő távolságban maradtak egymástól, így harc nem bontakozott ki közöttük.
Németország ezután a korlátlan tengeralattjáró-háborúhoz tért vissza, ami az Egyesült Államok hadba lépéséhez vezetett. A háború előrelátható végének közeledtével a német haditengerészet vezetése egy utolsó nagy tengeri csatát akart kierőszakolni, aminek sikeres megvívásától jobb tárgyalási pozíció elérését várták. Az október 28-ra kitűzött vállalkozást azonban megakadályozta a kieli matrózfelkelés, ami a novemberi forradalomhoz vezetett Németországban. A háború után Németország flottájának nagy részét Scapa Flow-ba internálták és a Versailles-i békeszerződés értelmében elkobozták tőle. A hírre a hajók személyzete tiltakozásul elsüllyesztette a hajókat.

## Második világháború

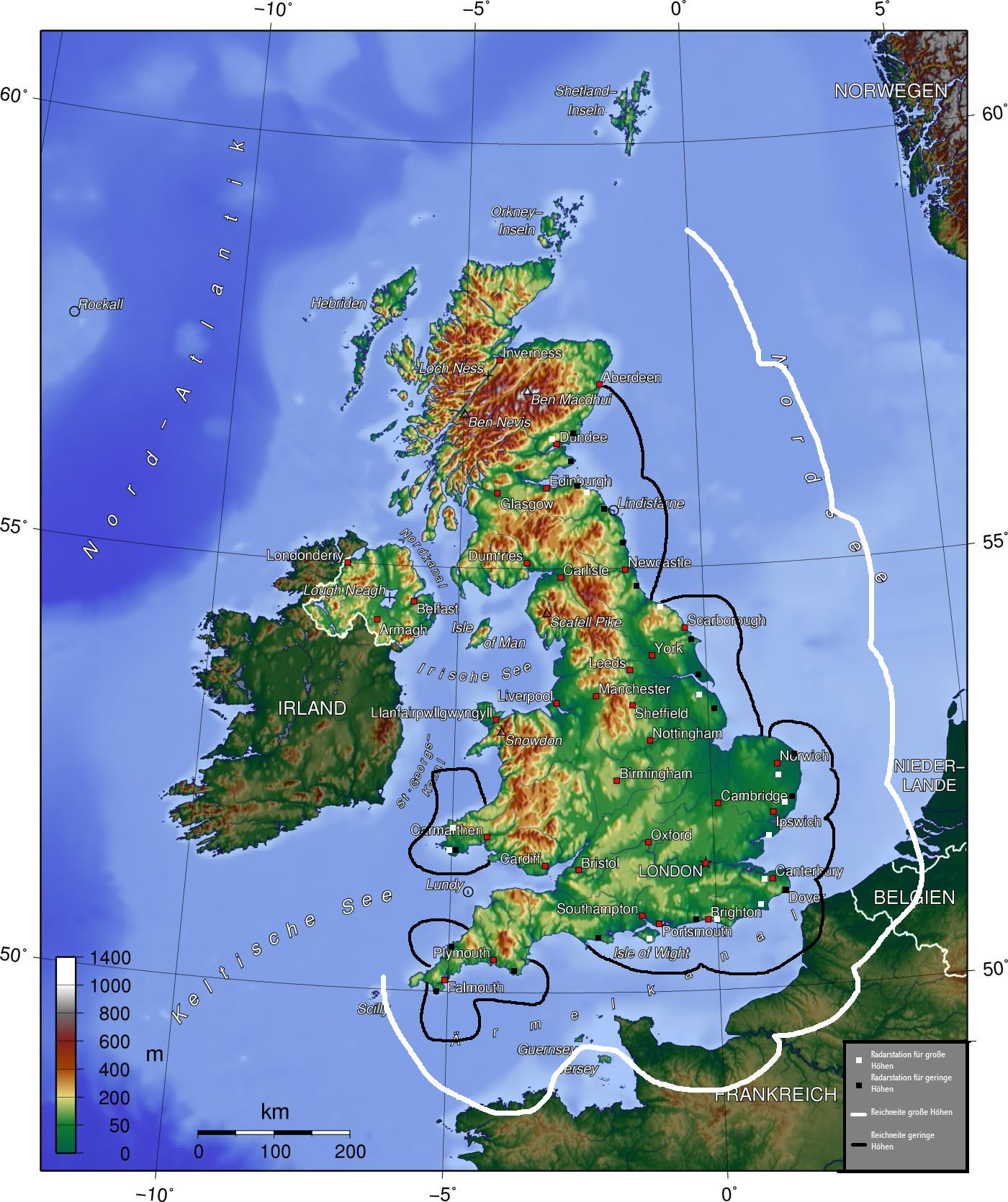
A brit radarok hatótávolsága az angliai csata idején, 1940. A második világháborúban bebizonyosodott, hogy a repülőgépek szerepe meghatározóbb a hajókénál

A tengeren a második világháborút is főként tengeralattjárókkal vívták a németek, de már az egész Atlanti-óceánra kiterjedően és még azon is túl. Az Északi-tengert már kevésbé vonta ellenőrzése alá Nagy-Britannia, mint az első világháború során. Főleg az első háborús évek során kisebb egységekkel (tengeralattjárókkal, aknatelepítő illetve aknaszedő hajókkal és gyorsnaszádokkal) folytattak intenzív part menti hadviselést. A tengeralattjáró-háború kezdeti sikerei ellenére nem sikerült megtörni Nagy-Britanniát. A háború második felében megszerzett légi fölényüket az Északi-tengerre is kiterjesztették az angolszász hatalmak. Németország ismételt elvágása a hadiipar számára fontos nyersanyagoktól az egyik fő oka volt a háború elveszítésének.
1939. október 14-én Günther Prien U–47-es tengeralattjárójával behatolt Scapa Flow-ba és elsüllyesztette a Royal Oak csatahajót. A legénység 833 tagja veszett oda.
1940. április 9-én kezdődött Norvégia német megszállása, melyben csaknem a teljes hadiflotta részt vett. Csaknem ugyanekkor indultak el a brit-francia megszálló csapatok is. A németek elérték stratégiai céljaikat: elfoglalták a norvég kikötőket, biztosították a vasércszállítmányok útvonalát és megakadályozták egy második front kialakítását. A német megszállás a háború végéig megmaradt. Norvégia és a Shetland-szigetek között a „Shetland Bus” biztosította az összeköttetést, melyen keresztül menekülők hagyhatták el az országot illetve szállítottak anyagokat Nagy-Britanniába. Eleinte norvég halászhajók jártak az útvonalon, majd később a Királyi Haditengerészet három könnyű hadihajója vette át a feladatukat.
A nagy felszíni hajók terén fennálló nagy hátrányuk miatt a németek egyre inkább a kisebb egységeik bevetéseire szorítkoztak, míg a nagy hajóik többnyire a norvég fjordokban állomásoztak tétlenül, de nagy brit hajókötelékeket lekötve a honi vizeken.
A háború után a szövetségesek ellenőrzése mellett nagy mennyiségű lőszert és egyéb hadianyagot vetettek a tengerbe. Míg a kémiai anyagokat tartalmazó hadianyagokat főként a Skagerrakban és a Balti-tengeren, addig a Német-öbölben konvencionális lőszereket (gránátokat, aknákat, páncélöklöket, töltényeket) süllyesztettek el. A pontos adatok nem ismeretesek, de több százezer tonnányi hadianyagról van szó.

## A második világháború után

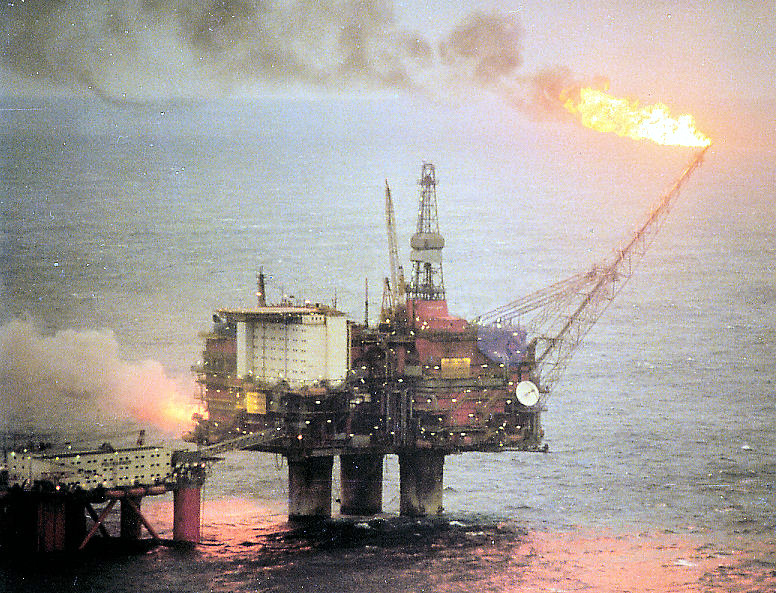
A Statfjord A fúrótorony 1982-ben

Míg a háború után a szomszédos Balti-tengeren a hidegháborús ellenfelek farkasszemet néztek egymással, addig az Északi-tenger nyugodt területnek számított, lévén a semleges Svédországot leszámítva csak NATO-tagállamok vették körbe.
Gazdasági jelentőségre az 1960-as években tett szert az Északi-tenger, mikor megkezdték kitermelni a kőolajat és földgázt a tengerfenékről. A kitermelés során 1988-ban történt a legnagyobb katasztrófa, mikor a „Piper Alpha” fúrótorony elsüllyedt és 167 ember életét vesztette.
2011 augusztusában a német szövetségi kormányzat a bremerhaveni Hajózási Múzeumot a német gazdasági zóna szisztematikus archeológiai vizsgálatával bízta meg, mivel a szélfarmok tervezett építési helyei számos lelőhelyet veszélyeztethetnek.

## Fordítás
- Ez a szócikk részben vagy egészben  a   Nordsee című német Wikipédia-szócikk fordításán alapul.  Az eredeti cikk szerkesztőit annak laptörténete sorolja fel. Ez a jelzés csupán a megfogalmazás eredetét és a szerzői jogokat jelzi, nem szolgál a cikkben szereplő információk forrásmegjelöléseként.
- Ez a szócikk részben vagy egészben  a   North Sea című angol Wikipédia-szócikk fordításán alapul.  Az eredeti cikk szerkesztőit annak laptörténete sorolja fel. Ez a jelzés csupán a megfogalmazás eredetét és a szerzői jogokat jelzi, nem szolgál a cikkben szereplő információk forrásmegjelöléseként.